# Wereldkampioenschap wegrace 1970
Het wereldkampioenschap wegrace seizoen 1970 was het 22e in de geschiedenis van het door de FIM georganiseerde wereldkampioenschap wegrace.

## Algemeen
FIM
Na de beperkingen die in 1969 al voor andere klassen ingevoerd waren, werden in 1970 ook nieuwe regels gesteld voor de 125- en de 250cc-klasse. Er mochten nog maar twee cilinders aan boord zijn en voor alle klassen werd het maximale aantal versnellingen op zes gesteld.
Na een eenmalige wijziging in 1969 werden de GP van Spanje en de GP des Nations weer op hun "oude" circuits gereden. In Spanje ging men terug van Jarama naar Montjuïc Park, wat logisch was omdat Jarama slechts een eenmalige goedkeuring had gekregen. In Italië ging de GP weer van Imola naar Monza, wat minder logisch was want Imola was goed bevallen en er was veel kritiek op de slechte staat van het asfalt in Monza. Feit was dat graaf Domenico Agusta een privéloge in Monza bezat en in 1969 had geweigerd zijn machines in Imola aan de start te brengen.
Tijdens het FIM-congres in oktober 1970 kreeg de organisatie van de Isle of Man TT de opdracht het circuit én de races veiliger te maken. In 1970 waren tijdens de TT zes doden gevallen en tijdens de Manx Grand Prix één. Verder werd besloten het aantal Grand Prixs terug te brengen naar twaalf. Omdat er meer gegadigden waren, zou een toerbeurtsysteem worden opgezet, die de bestaande, oudere GP's niet zou treffen. Voor de machines van 1971 werden geen nieuwe regels opgesteld, maar het minimale gewicht van de coureurs werd teruggebracht van 60 naar 50 kg. Dat was prettig voor de vederlichte 50cc-rijders, zoals Ángel Nieto (52 kg) en Aalt Toersen (54 kg), die nu geen ballast meer hoefden mee te nemen. Er werd al gesproken over het instellen van de productieklasse, gebaseerd op de Britse reglementen (zoals bij de Production TT's), die vergeleken zouden worden met die van de AMA.
Merken/teams
Al in het begin van het jaar gingen er geruchten over nieuwe Italiaanse 500cc-racers. Allereerst een MV Agusta zescilinder, maar MV Agusta had al in 1957 met zescilinders geëxperimenteerd en die machine verscheen dan ook niet op de circuits. Nog spectaculairder was het bericht over een achtcilinder van Benelli, die weliswaar ontwikkeld werd maar alleen zou worden ingezet als de 500cc-viercilinder zou tegenvallen. Van deze machine werden in elk geval aan de Italiaanse journalist Carlo Perelli een aantal gietstukken getoond. CZ meldde dat men met een 500cc-versie van de CZ 350 cc V4 zou komen. Toen in maart 1970 het bericht kwam dat de FIM in de toekomst ook beperkingen aan de 500cc-klasse zou gaan opleggen waren de (eventuele) projecten van MV Agusta en Benelli in elk geval zinloos geworden.
Kawasaki zette de nieuwe driecilinder H 1 R in races in. In de Daytona 200 ging dat best goed, want daar waren tankstops normaal. In de 500cc-klasse speelden de kleine tank en het flinke brandstofverbruik de coureurs parten, want regelmatig moesten ongeplande tankstops gemaakt worden.
In februari 1970 werd bekend dat Cees van Dongen op een "zelfbouw" 125cc-Yamaha-tweecilinder zou gaan rijden. De motor zou in een frame gehangen worden dat van Dongen voor een 125cc-Bridgestone had gemaakt. Het blok kwam uit Japan, want van Dongen zou op "zeer geheime tuninggegevens" van de fabriek wachten. Het zou hierbij om twee typen kunnen gaan: de "oude" fabrieksracer Yamaha RA 97 die al in 1966 buiten dienst was gesteld, maar meer waarschijnlijk was het prototype YZ 623, dat al in 1969 aan het Riemersma-Motorpaleis Racing Team ter beschikking was gesteld. Van Dongen maakte deel uit van dat team. In 1969 was een dergelijke machine alleen ingezet door Lous van Rijswijk junior in de TT van Assen.
In Monza had MV Agusta een nieuwe, tweede rijder gecontracteerd: Angelo Bergamonti.
Coureurs
Santiago Herrero ging in de tweede week van januari naar de Triumph-fabriek, waar hij een Triumph Trident leende om de Snaefell Mountain Course op het eiland Man nog eens te verkennen. Hij had daar in 1968 en 1969 al gereden maar wilde zich optimaal voorbereiden voor de Lightweight 250 cc TT van 1970.
Zoals gebruikelijk begon eind 1970 de geruchtenstroom over het komende seizoen. Er werd gesproken over een overstap van Renzo Pasolini naar het team van Jawa. Pasolini had in 1970 al op gespannen voet geleefd met zijn werkgever Benelli en kreeg geen nieuw contract. Ook werd bekend dat Aalt Toersen fabrieksrijder voor Jamathi zou blijven, maar in de 125cc-klasse op een Maico zou starten. Silvio Grassetti kreeg een fabriekscontract bij MZ. Giacomo Agostini verlengde in december zijn contract met MV Agusta, maar ook Angelo Bergamonti kreeg een tweejarig contract. Monteur Ferry Brouwer kreeg meer werk van zijn baas Phil Read: in 1971 zou hij ook zorg moeten dragen voor de 350cc-Yamaha, die in 1970 door Ron Herring was getuned. Read was niet tevreden over het werk van Herring en verbrak ook het sponsorcontract met diens baas, Joe Henderson.
Races
De organisatie van de Grand Prix van Duitsland haalde zich de woede van de coureurs op de hals. Deze race werd gereden op de (toen nog) 22 km lange Nordschleife in het kader van de Eifelrennen. Tijdens de Eifelrennen werd zowel met auto's als met motorfietsen geracet. De motorcoureurs kregen slechts 1½ uur de tijd om de baan (zonder tijdwaarneming) te verkennen en daarna drie kwartier om te kwalificeren. Het was koud, mistig en nat en doordat er tussen de motorraces door ook nog trainingen en wedstrijden van de Formule 2 auto's plaatsvonden werd de baan nog eens extra glad. Bovendien kregen de autocoureurs 3½ uur trainingstijd. Daar kwam nog bij dat de organisatie willekeurig startbewijzen uitdeelde. Beginnende maar goede coureurs kregen nauwelijks kans om te starten (en daardoor startgeld te verdienen), terwijl onbekwame Duitse rijders wel mochten starten. De Nederlander Theo Louwes ging al voor de races kwaad naar huis omdat hij alleen in de 500cc-klasse mocht starten. De vangrails, die voor de auto's noodzakelijk waren, waren voor motorrijders levensgevaarlijk. Al tijdens de trainingen schoot Rob Fitton onder de vangrail, waarbij hij een schedelbasisfractuur opliep en een been werd afgerukt. Fitton overleed nog dezelfde dag in het ziekenhuis. De meeste motorcoureurs besloten onder deze omstandigheden de races niet al te serieus te nemen en vooral voorzichtigheid te betrachten. De Duitse coureurs konden met hun circuitkennis en hun motivatie in hun thuisrace beter uit de voeten, maar dat gold ook voor een aantal coureurs dat al weken rond de Nürburgring gekampeerd had. Er gebeurden veel ongelukken en na de races lagen er diverse zwaargewonde coureurs in het ziekenhuis van Adenau. Giacomo Agostini leidde de protesten bij de FIM en dreigde zelfs met een proces.
De Isle of Man TT van 1970 eiste zes levens, waaronder die van Brian Steenson en Santiago Herrero, maar de coureurs reden daar in het algemeen juist graag, waardoor ze (nog) niet in opstand kwamen.
De organisatie van de TT van Assen nodigde zelf een aantal coureurs, waaronder Phil Read, uit het circuit te keuren en eventueel tips ter verbetering te geven.
Eigenlijk verwaterde de woede van de coureurs gedurende 1970 weer een beetje, tot de GP van de DDR. Die trok 250.000 betalende bezoekers, zelfs de trainingsdagen waren drukker bezocht dan alle andere GP's tijdens wedstrijddagen. Desondanks kregen coureurs slechts omgerekend 160- tot 240 gulden voor een start in twee klassen. Ze kregen dit pas ter plaatse te horen, zodat ze wel moesten rijden. De coureurs staken de koppen opnieuw bij elkaar en stelden startgeldtabellen vast voor de komende races. Daarin werd rekening gehouden met toeschouwersaantallen, zodat slecht bezochte races niet te veel hoefden te betalen.
In Tsjecho-Slowakije had men de 500cc-klasse laten vervallen om plaats te maken voor de zijspanklasse. Hier werd de organisatie meteen geconfronteerd met de startgeldeisen van de rijders. Er werd pas getraind toen ze verhoogd waren. Aanvankelijk zouden de coureurs slechts 260 tot 340 gulden startgeld krijgen. De toestand van het circuit was ook slecht, terwijl daar twee jaar eerder al klachten over waren neergelegd. Het asfalt was bij regen veel te glad, maar gelukkig konden de wedstrijden in droog weer verreden worden. Tijdens de training was bakkenist Wolfgang Kalauch gewond geraakt toen hij uit het zijspan van Klaus Enders was gevallen en een trottoirband had geraakt.
De organisatie van de Ulster Grand Prix laveerde tussen de problemen door. Die bestonden enerzijds uit de onlusten in het nabijgelegen Belfast in 1970, anderzijds uit de slechte weersomstandigheden. Tijdens de Grand Prix was het grotendeels droog, maar tijdens de laatste race begon een bui die 24 uur zou aanhouden. Rond het circuit werd 60 mm water gemeten, in Belfast stond plaatselijk 150 mm water en een brug in een toegangsweg van het circuit spoelde weg.

## Overleden/gestopt
Overleden

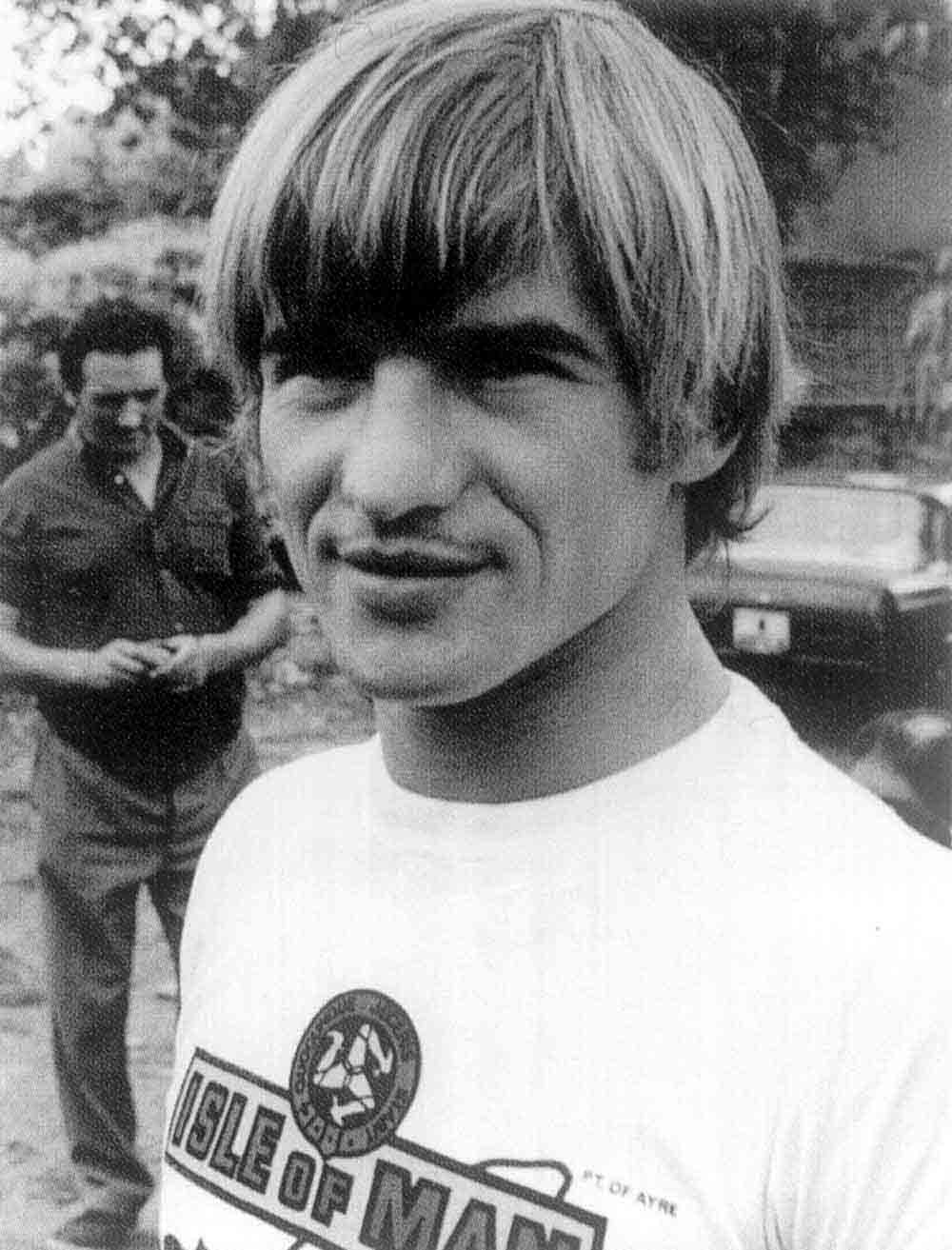
"Santi" Herrero was de enige die in de 250cc-klasse de Yamaha's kon bedreigen met zijn Ossa. Hij ging als WK-leider naar het eiland Man, maar werd een van de drie slachtoffers van de Isle of Man TT van 1970

- Op 2 mei verongelukte Rob Fitton tijdens de trainingen voor de Grand Prix van Duitsland op de Nordschleife nadat hij onder de vangrail was gegleden. Zijn dood was de aanzet tot een meer georganiseerde lobby van de coureurs tegen de organisatoren van wedstrijden en de FIM.
- Op 23 mei verongelukte Andy Manship tijdens de North West 200.
- Op 1 juni verongelukte Les Iles tijdens de trainingen voor de Isle of Man TT bij Kate's Cottage met een 125cc-Bultaco.
- Op 3 juni verongelukten Michael Collins en Denis Blower tijdens de trainingen voor de Isle of Man TT. Collins reed met een 500cc-Seeley G50 en verongelukte bij de Verandah en Denis Blower verongelukte met een BSA Gold Star in de Mountain Box.
- Op 8 juni gleed Santiago Herrero weg over gesmolten asfalt bij de 13e mijlpaal en raakte een boom. Hij overleed op 10 juni in het ziekenhuis.
- Op 12 juni verongelukte John Wetherall met een 500cc-Seeley G50 tijdens de Senior TT bij Gardener's Lane en tijdens dezelfde race viel Brian Steenson, eveneens met een 500cc-Seeley G50 in de Mountain Box. Hij overleed op 17 juni.
- Ingo Köppe verongelukte tijdens een race in de 125cc-klasse tijdens de Frohburger Dreieckrennen.

Gestopt
- Ralph Bryans maakte het einde van zijn carrière bekend na de North West 200 van 1970, waar hij de 250cc-klasse had gewonnen.

## Puntentelling
|         | 1e | 2e | 3e | 4e | 5e | 6e | 7e | 8e | 9e | 10e |
| Punten: | 15 | 12 | 10 | 8  | 6  | 5  | 4  | 3  | 2  | 1   |

## Aantal (tellende) wedstrijden
In de zijspanklasse werden acht races gereden, in de 50- en de 350cc-klassen tien, in de 125- en de 500cc-klassen elf en in de 250cc-klasse twaalf.
Om het aantal tellende resultaten te bepalen moest men bij een even aantal races dit aantal halveren en er één bij optellen. Bij een oneven aantal werd er eerst een bij opgeteld en dit getal werd dan gehalveerd. 
|         | Races | Tellend |
| ------- | ----- | ------- |
| 50 cc   | 10    | 6       |
| 125 cc  | 11    | 6       |
| 250 cc  | 12    | 7       |
| 350 cc  | 10    | 6       |
| 500 cc  | 11    | 6       |
| zijspan | 8     | 5       |

## 500cc-klasse
De 500cc-klasse werd nog steeds beheerst door MV Agusta en Giacomo Agostini. De Britse eencilinders die nog meededen waren door tuners en framebouwers onder handen genomen en de Norton Manx was aanmerkelijk minder populair dan de Matchless G50, die bijvoorbeeld door Peter Williams (Arter-Matchless) werd gebruikt. Anderen kozen voor Matchless-blokken die in een Seeley-frame hingen (de Seeley G50). Williams bleek een vooruitstrevend mens te zijn: hij introduceerde de integraalhelm en de magnesium gietwielen in het wereldkampioenschap wegrace. Hier en daar probeerden teams met opgeboorde 350cc-modellen in de 500cc-klasse succes te halen, en ook de eerste tweetakten doken op, o.a. van Kawasaki (de Kawasaki H 1 R raceversies van de Kawasaki H 1 500 Mach III) en Yamaha (opgeboorde 350cc-Yamaha TR 2's). Agostini won zonder moeite al zijn GP's, maar in Spanje liet hij zijn pupil Angelo Bergamonti de kastanjes uit het vuur halen. Die had bijna het hele seizoen met een opgeboorde Aermacchi gereden, maar in de laatste twee GP's kreeg hij een MV Agusta 500 3C. 
1. Duitsland, Nordschleife
In Duitsland was veel hoop gevestigd op de Münch-URS viercilinders. Kaczor en Hoppe waren er in de Grand Prix van Oostenrijk (niet meetellend voor het WK) eerste en tweede mee geworden, maar in de Duitse Grand Prix sloeg de motor van Kaczor over, waardoor hij slechts veertiende werd. Karl Hoppe werd vierde, uiteraard verslagen door Giacomo Agostini met zijn snelle MV Agusta 500 3C, maar ook door de toch vrij eenvoudige Seeley's van Alan Barnett en Tommy Robb. 
2. Frankrijk, Le Mans
In Frankrijk speelde Agostini zijn geliefde spel met zijn tegenstanders. Rondenlang duldde hij Alberto Pagani (Linto) en Angelo Bergamonti (Aermacchi) in zijn buurt, maar toen Brian Steenson (Seeley) erbij kwam gaf Ago een beetje extra gas. Vervolgens mocht Pagani weer een tijdje volgen tot het gevaar van Ginger Molloy (Kawasaki) kwam. Op dat moment gaf Agostini echt gas en reed van zijn achtervolgers weg. Pagani maakte een schakelfout waardoor Molloy de tweede plaats kon pakken. 
3. Joegoslavië, Opatija
In Opatija wilde Agostini zijn overmacht wel weer eens tonen. Er werd nog wel wat tegenstand verwacht van Alberto Pagani, maar die had tijdens de trainingen al van alles vervangen om het overslaan van zijn Linto op te lossen. Dat was niet gelukt en hij moest al in de eerste ronde opgeven. De Australiër Terry Dennehy kon met een tweecilinder Honda CB 450 nog een tijdje bij Agostini blijven, maar moest ook stoppen om bougies te wisselen. Uiteindelijk reed Agostini Angelo Bergamonti en Roberto Gallina (Paton) op een ronde en de rest van het veld op minstens twee ronden. 
4. Isle of Man Senior TT, Snaefell Mountain Course
Op vrijdag 12 juni, de laatste dag van de TT van Man, werd de Senior TT verreden. Agostini werd de eerste in de geschiedenis die drie jaar achter elkaar zowel de Junior TT als de Senior TT won. Peter Williams (Matchless) werd tweede en Bill Smith (Kawasaki) werd derde. Daardoor finishte voor het eerst sinds 1928 (T.L. Hatch met een Scott) weer een tweetaktmotor op het podium van de Senior TT. Agostini had het niet makkelijk, een halve ronde lang liep zijn MV Agusta 500 3C op slechts twee cilinders. Het probleem loste vanzelf op en bleek later aan een onwillige condensator te hebben gelegen. John Wetherall verongelukte dodelijk tijdens deze race, terwijl Alan Barnett (gevallen op gesmolten asfalt bij Doran's Bend), Barry Randle en Brian Steenson naar het ziekenhuis werden overgebracht. Steenson overleed vijf dagen later. 
5. Nederland, Assen
Billie Nelson (Paton) had in Assen de vierde startplaats veroverd, maar hij had in Finland een ongeluk gehad waardoor hij nog moeilijk liep. Om te voorkomen dat hij snellere rijders bij hun duwstart zou hinderen moest hij toch achteraan starten. De verrassing bij de start kwam van Rob Bron, die aanvankelijk als B-international niet was ingeschreven maar toch toestemming kreeg om met zijn tweecilinder Nimag-Selling Suzuki T 500 vanaf de zeventiende plaats te starten. Daarvoor had de sportcommissie van de KNMV hem nog snel tot A-international gepromoveerd. Hij had zijn machine het snelst aan de praat en nam bij de start meteen de leiding. Agostini stelde echter snel orde op zaken en na de eerste ronde was Bron al naar de vijfde plaats gezakt. Agostini liep snel van iedereen weg en om de tweede plaats werd aanvankelijk gevochten door Paul Smart (Seeley) en Peter Williams (Matchless). Ze werden echter gepasseerd door Angelo Bergamonti, Alberto Pagani en Ginger Molloy (Kawasaki). Pagani en Molloy vochten tot het einde om de derde plaats, die naar Pagani ging. Bron dacht dat zijn vijfde plaats veilig was en hief voor de finish zijn armen al in de lucht. Dat had hij beter niet kunnen doen: Paul Smart kon hem nog net voor de streep passeren. 
6. België, Spa-Francorchamps
De natte baan in Spa-Francorchamps was waarschijnlijk in het voordeel van de Fransman Christian Ravel. Hij wist met zijn Kawasaki de hele race de tweede plaats te houden, uiteraard achter Giacomo Agostini. Ravel moest zelfs een onvoorziene pitstop maken om te tanken, maar hij had zo'n grote voorsprong op de rest van het veld dat het hem geen positie kostte. Er waren veel valpartijen, waaronder die van Karl Auer, die desondanks zijn derde plaats wist vast te houden. Door de val was Tommy Robb (Seeley) wel zo dichtbij gekomen dat hij vlak voor de finish Auer wist in te halen. Agostini had zijn zesde 500cc-overwinning behaald en was nu onbereikbaar geworden in de stand om de wereldtitel. 
7. DDR, Sachsenring
In de 500cc-race in de DDR kwam Renzo Pasolini weer aan de start, maar nu met een vernieuwde 453cc-Benelli viercilinder. Daarmee kon hij Giacomo Agostini vijf ronden lang op de hielen zitten. Daarna begon Ago toch langzaam weg te lopen. Toen de achtste ronde begon liep de Benelli van Pasolini vast. De Australiër John Dodds had zijn König aan de kant laten staan en volgde op gepaste afstand met een Linto. Hij werd tweede en Martin Carney werd met een Kawasaki derde, mede doordat Alberto Pagani was uitgevallen en Christian Ravel weer een tankstop moest maken. 
8. Finland, Imatra
In Finland kwam Agostini na de start in het middenveld terecht, terwijl de snelste start voor Christian Ravel (Kawasaki) en Gerhard Heukerott (400cc-Benelli) was. Na twee ronden had Ravel al 60 meter voorsprong op Ginger Molloy (Kawasaki). Agostini vocht zich echter naar voren maar moest hard werken om Molloy af te schudden. Molloy werd wel tweede en Alberto Pagani (Linto) werd derde. Ravel was intussen uitgevallen en Heukerott moest rustiger rijden omdat zijn motor olie lekte. 
9. Ulster, Dundrod Circuit
In Ulster nam Agostini weliswaar de kop, maar hij liet zich wat terugzakken om Ginger Molloy voorbij te laten. Zes ronden lang reden ze samen, maar daarna gaf Agostini toch wat meer gas. Malcolm Uphill (fabrieks-Suzuki T 500) volgde op de derde plaats, maar werd aangevallen door Christian Ravel. Die viel in de achtste ronde waardoor hij zijn enkel verstuikte. Op dat moment vochten Jack Findlay (Suzuki), Percy Tait (Seeley) en Peter Williams (Arter-Matchless) om de vierde plaats, maar Uphill viel bij Deer's Leap waarbij hij een been brak. Nu vochten Tait en Findlay om de derde plaats en pas in de laatste bocht pakte Percy Tait die podiumplaats. Theo Louwes had een moeilijk weekend. In de eerste kwalificatietraining kon hij door een kapotte ontsteking van zijn Kawasaki geen tijd rijden, en in de tweede training stopte de Kawasaki al in de eerste ronde. Gelukkig stopte Eric Offenstadt (ook met een Kawasaki) op dezelfde plaats en die leende Louwes zijn accu, een sportieve geste waardoor Louwes zich toch nog kon kwalificeren. Helaas viel hij in de race ook al snel uit. 
10. Nations GP, Monza
In de 500cc-race in Monza startte Agostini slecht, maar zijn vers gecontracteerde teamgenoot Angelo Bergamonti zette de achtervolging op Renzo Pasolini in. Paso's Benelli lekte olie en de stofbril van Bergamonti werd ondoorzichtig door de olielaag die ontstond. Agostini kreeg in de vijfde ronde aansluiting maar ook hij kreeg de oliemist op zijn bril. Ago ging schuin achter Pasolini rijden en signaleerde nogal kwaad in de richting van de pit dat er iets mis was, maar noch de organisatie noch het team van Benelli reageerde daarop. Bovendien liep de rokende Benelli zo hard dat Pasolini er nog een ronderecord mee reed. Na twintig ronden ging het uiteindelijk mis met de Benelli. De twee middelste cilinders liepen vast en de middenlagers van de krukas gingen door oliegebrek stuk. Agostini eindigde wel voor Bergamonti, die wat achterop was geraakt, maar toch nog voldoende voorsprong had op Silvano Bertarelli (Kawasaki). Ginger Molloy had uitzicht op de derde plaats, maar opnieuw bleek dat de standaard tank van de Kawasaki te klein was en hij moest een tankstop maken. 
11. Spanje, Montjuïc
In Montjuïc Park liet Agostini de eer aan zijn "opvolger", Angelo Bergamonti. Die reed in de training al 2 seconden van het ronderecord van Agostini uit 1968 af. In de race bleef alleen Ginger Molloy in dezelfde ronde. Bergamonti had weliswaar een slechte start gehad, maar halverwege de eerste ronde kwam hij al aan de leiding en na twee ronden had hij al 10 seconden voorsprong. Molloy moest zich eerst langs Giuseppe Mandolini (Aermacchi) en Roberto Gallina (Paton) vechten. Mandolini werd uiteindelijk derde. 

### Uitslagen 500 cc
|    | Datum      | Race                      | Circuit                   | 1e                | 2e                | 3e                 | Snelste ronde     |
| -- | ---------- | ------------------------- | ------------------------- | ----------------- | ----------------- | ------------------ | ----------------- |
| 1  | 03.05.     | GP van Duitsland          | Nürburgring- Nordschleife | Giacomo Agostini  | Alan Barnett      | Tommy Robb         | Giacomo Agostini  |
| 2  | 17.05.     | GP van Frankrijk          | Le Mans                   | Giacomo Agostini  | Ginger Molloy     | Alberto Pagani     | Giacomo Agostini  |
| 3  | 24.05.     | GP van de Adriatische Zee | Opatija                   | Giacomo Agostini  | Angelo Bergamonti | Roberto Gallina    | Giacomo Agostini  |
| 4  | 08.–12.06. | Isle of Man TT            | Mountain Course           | Giacomo Agostini  | Peter Williams    | Bill Smith         | Giacomo Agostini  |
| 5  | 27.06.     | TT van Assen              | Assen                     | Giacomo Agostini  | Angelo Bergamonti | Alberto Pagani     | Giacomo Agostini  |
| 6  | 05.07.     | GP van België             | Spa-Francorchamps         | Giacomo Agostini  | Christian Ravel   | Tommy Robb         | Giacomo Agostini  |
| 7  | 12.07.     | GP van de DDR             | Sachsenring               | Giacomo Agostini  | John Dodds        | Martin Carney      | Giacomo Agostini  |
| 8  | 02.08.     | GP van Finland            | Imatra                    | Giacomo Agostini  | Ginger Molloy     | Alberto Pagani     | Giacomo Agostini  |
| 9  | 15.08.     | Ulster Grand Prix         | Dundrod                   | Giacomo Agostini  | Ginger Molloy     | Percy Tait         | Giacomo Agostini  |
| 10 | 13.09.     | GP des Nations            | Monza                     | Giacomo Agostini  | Angelo Bergamonti | Silvano Bertarelli | Renzo Pasolini    |
| 11 | 27.09.     | GP van Spanje             | Montjuïc                  | Angelo Bergamonti | Ginger Molloy     | Giuseppe Mandolini | Angelo Bergamonti |

### Eindstand 500 cc
| Pos. | Coureur            | Motorfiets            | Ptn.     |
| ---- | ------------------ | --------------------- | -------- |
| 1    | Giacomo Agostini   | MV Agusta             | 90 (150) |
| 2    | Ginger Molloy      | Kawasaki              | 62 (71)  |
| 3    | Angelo Bergamonti  | Aermacchi / MV Agusta | 59       |
| 4    | Tommy Robb         | Seeley                | 36       |
| 5    | Alberto Pagani     | Linto                 | 30       |
| 6    | Alan Barnett       | Seeley                | 24       |
| 7    | Christian Ravel    | Kawasaki              | 24       |
| 8    | Jack Findlay       | Suzuki/ Seeley-Suzuki | 24       |
| 9    | Martti Pesonen     | Yamaha                | 24       |
| 10   | Peter Williams     | Matchless             | 22       |
| 11   | Roberto Gallina    | Paton                 | 20       |
| 12   | Martin Carney      | Kawasaki              | 20       |
| 13   | Gyula Marsovszky   | Kawasaki              | 18       |
| 14   | Eric Offenstadt    | Kawasaki              | 14       |
| 15   | John Dodds         | König / Linto         | 12       |
| 16   | Bill Smith         | Kawasaki              | 10       |
|      | Percy Tait         | Seeley                | 10       |
|      | Silvano Bertarelli | Kawasaki              | 10       |
|      | Giuseppe Mandolini | Aermacchi             | 10       |
| 20   | Dave Simmonds      | Kawasaki              | 10       |
| 21   | Karl Hoppe         | Münch-URS             | 8        |
|      | Karl Auer          | Matchless             | 8        |
| 23   | Giampiero Zubani   | Kawasaki              | 8        |
|      | John Williams      | Métisse-Matchless     | 8        |

| Pos. | Coureur            | Motorfiets        | Ptn. |
| ---- | ------------------ | ----------------- | ---- |
| 25   | Billie Nelson      | Paton             | 7    |
|      | Godfrey Nash       | Tickle Manx T5    | 7    |
| 27   | Ernst Hiller       | Kawasaki          | 7    |
| 28   | Brian Steenson (†) | Seeley            | 6    |
|      | Paul Smart         | Seeley            | 6    |
|      | Lewis Young        | Honda             | 6    |
| 31   | Terry Dennehy      | Drixton-Honda     | 6    |
| 32   | Walter Rungg       | Aermacchi         | 5    |
|      | Tony Jefferies     | Matchless         | 5    |
|      | Rob Bron           | Suzuki            | 5    |
| 35   | Steve Ellis        | Matchless         | 5    |
| 36   | Ron Chandler       | Seeley            | 5    |
| 37   | Selwyn Griffiths   | Matchless         | 4    |
| 38   | Brian Adams        | Norton            | 3    |
|      | Gerry Mateer       | Norton            | 3    |
|      | Giovanni Perrone   | Kawasaki          | 3    |
| 41   | Vincent Duckett    | Seeley            | 2    |
|      | Hans-Otto Butenuth | BMW               | 2    |
|      | Paolo Campanelli   | Kawasaki          | 2    |
| 44   | Jean Campiche      | Honda             | 2    |
| 45   | André-Luc Appietto | Paton             | 1    |
|      | Steve Spencer      | Norton            | 1    |
|      | Charlie Dobson     | Seeley            | 1    |
|      | Vasco Loro         | Norton / Kawasaki | 1    |
|      | Gordon Keith       | Velocette         | 1    |

(Punten tussen haakjes zijn inclusief streepresultaten)

### Constructeurstitel 500 cc
| Pos. | Constructeur | Ptn.     |
| ---- | ------------ | -------- |
| 1    | MV Agusta    | 90 (165) |
| 2    | Kawasaki     | 70 (106) |
| 3    | Seeley       | 56 (82)  |
| 4    | Aermacchi    | 47       |
| 5    | Linto        | 42       |
| 6    | Matchless    | 34       |
| 7    | Paton        | 28       |
| 8    | Yamaha       | 24       |
| 9    | Suzuki       | 13       |
| 10   | Honda        | 9        |
| 11   | Münch-URS    | 8        |
| 12   | Tickle Manx  | 7        |
| 13   | Bultaco      | 6        |
| 14   | Norton       | 6        |
| 15   | BMW          | 2        |
| 16   | Velocette    | 1        |

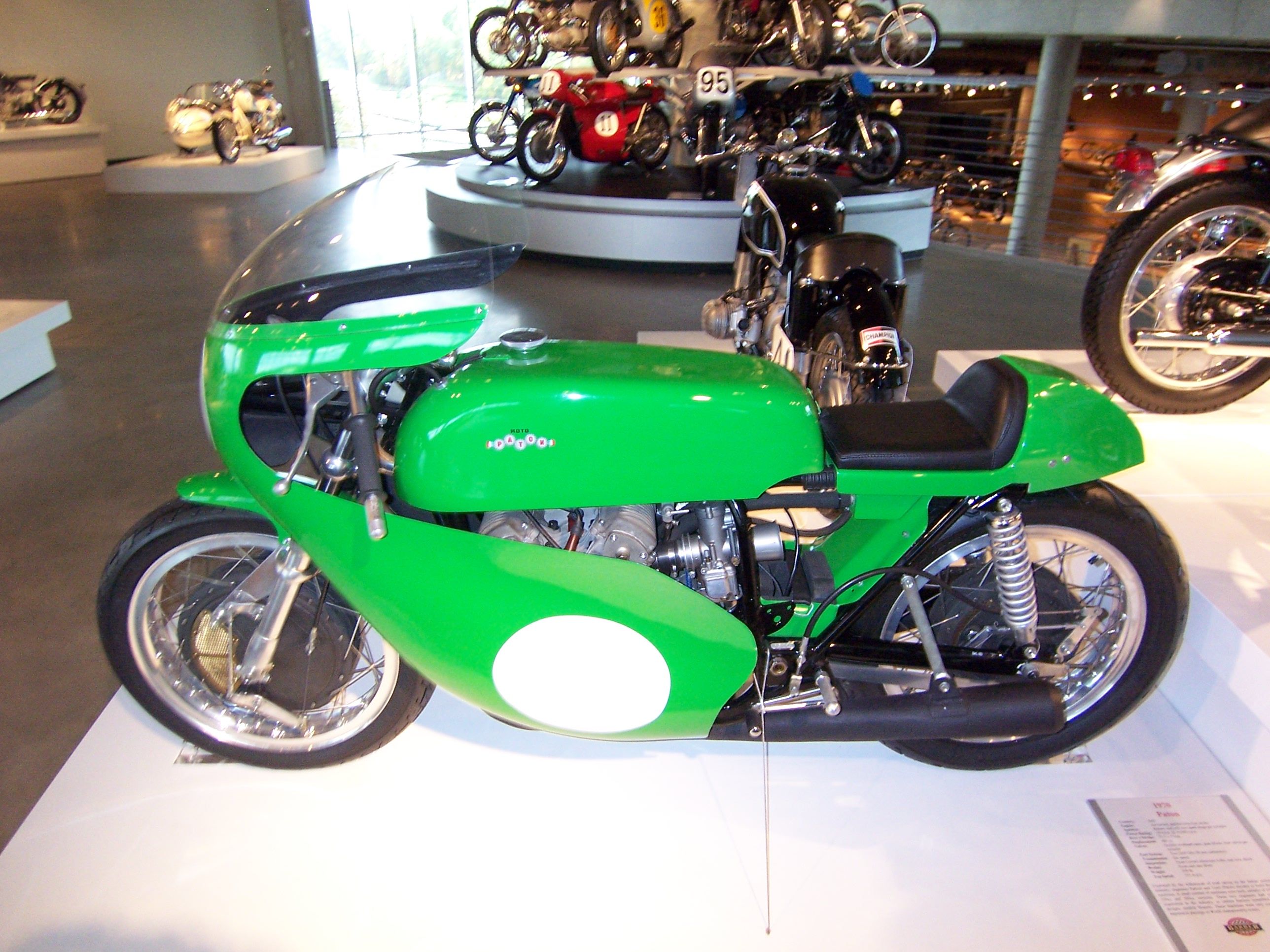
Paton 500cc-uit 1970

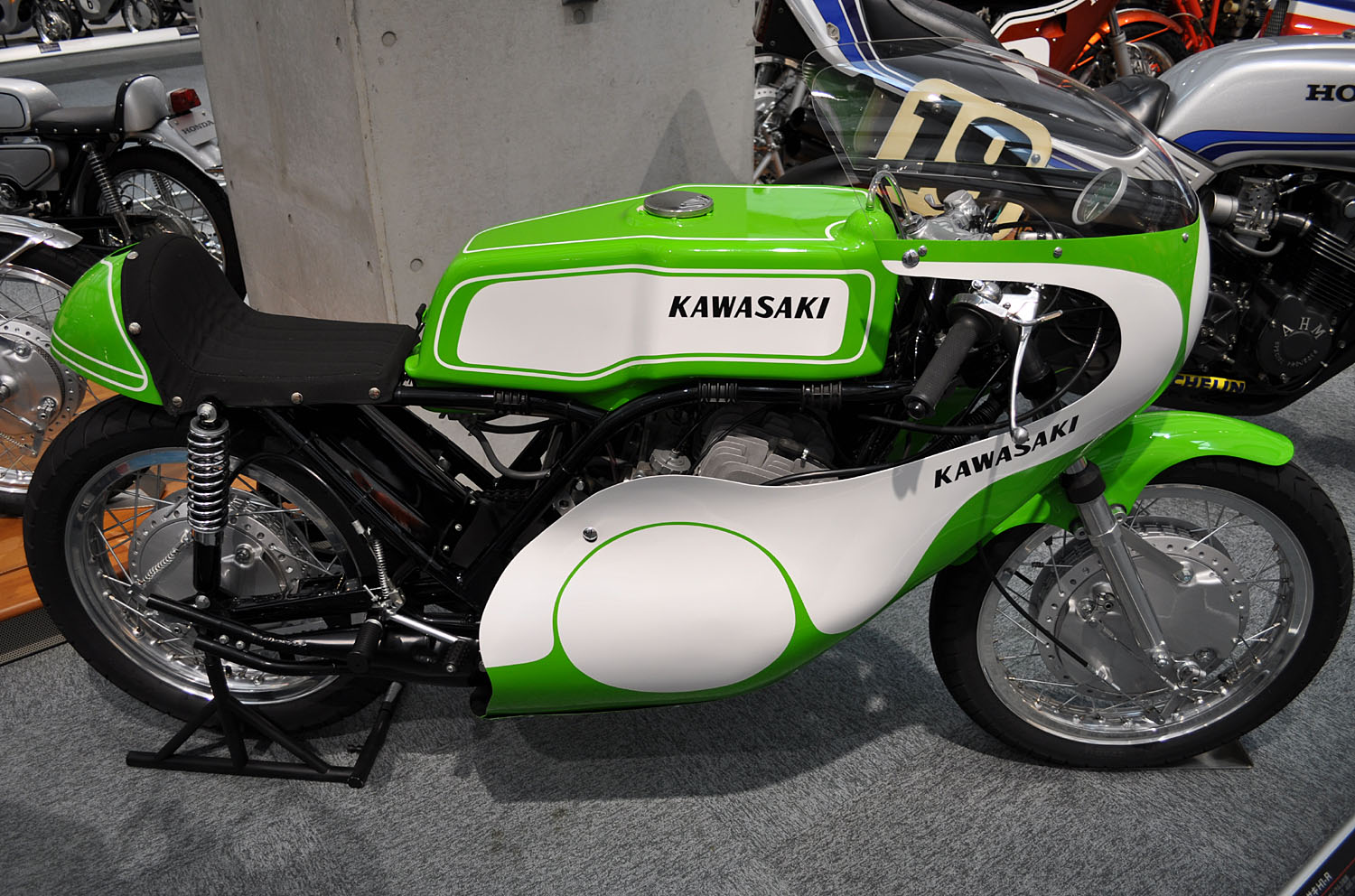
De Kawasaki H 1 R was de raceversie van de Kawasaki H 1 500 Mach III

(Punten tussen haakjes zijn inclusief streepresultaten)

## 350cc-klasse
Net als in de 500cc-klasse was Giacomo Agostini ook in de 350cc-klasse met zijn MV Agusta 350 3C niet te verslaan. Ook hier liet hij de Spaanse GP aan zich voorbij gaan om Angelo Bergamonti in zijn plaats te laten winnen. De (weinige) tegenstand kwam vooral van de viercilinder Benelli's en de Yamaha TR 2 productieracers. De Aermacchi Ala d'Oro 350 kwam er niet aan te pas, evenmin als de machines van MZ, die niet meer dan licht opgeboorde 250cc-racers waren. 
1. Duitsland, Nordschleife
In Duitsland kon Renzo Pasolini niet starten. Hij was tijdens een privétraining met een Benelli 650 gevallen. Zijn vervanger op de Benelli viercilinder werd Kel Carruthers. Carruthers zat voor het eerst op de 350cc-Benelli en voelde er niets voor om onder de omstandigheden zoals die op de Nordschleife waren erg veel druk op Agostini uit te gaan oefenen. Hij berustte in de tweede plaats, die hij gemakkelijk kon halen. Chas Mortimer werd met een Yamaha TR 2 derde. 
2. Joegoslavië, Opatija
In Opatija startten de Benelli's van Gilberto Parlotti en Kel Carruthers het beste, gevolgd door Kent Andersson (Yamaha) en Giacomo Agostini (MV Agusta). Andersson viel terug naar de vierde plaats, maar de Benelli's bleven voorop: Carruthers (met een gebroken bot in zijn voet na zijn val in de 250cc-race in le Mans) vóór Parlotti. Parlotti viel echter, waarbij zijn schakelpedaal afbrak. De versnellingsbak van Carruthers begon te haperen en Agostini begon twee seconden per ronde van hem weg te lopen. Achter hen ontstond weer enige strijd tussen de oprukkende Fin Martti Pesonen (Yamaha), Silvio Grassetti (Jawa) en Rodney Gould (Yamaha). Andersson viel halverwege de race uit toen zijn motor nog op slechts één cilinder liep, waardoor Grassetti en Pesonen om de derde plaats vochten. Dit gevecht werd gewonnen door Grassetti.
3. Isle of Man Junior TT, Snaefell Mountain Course
In de Junior TT begon Giacomo Agostini meteen met de snelste ronde van de dag, en dat was dan nog de openingsronde met staande start. Na één ronde, die weliswaar 60 km lang was, had hij al een voorsprong van 1 minuut en 10 seconden op Kel Carruthers (Benelli). Benelli had eerder in het seizoen Santiago Herrero opgeroepen om de geblesseerde Renzo Pasolini te vervangen, maar die laatste startte toch zelf (Herrero lag intussen al in het ziekenhuis na zijn zware val in de Lightweight 250 cc TT). Pasolini viel echter uit met ontstekingsproblemen en ook Kel Carruthers kreeg problemen. Tijdens het tanken bij de pitstop brak een steun van zijn stroomlijnkuip, waardoor hij tijd verloor voor de noodreparatie. Alan Barnett kwam daardoor op de tweede plaats terecht. Barnett reed met de fabrieks-Aermacchi van Carruthers uit 1969. In de vierde ronde moest Carruthers in Ramsey opgeven met een gebroken ketting. Nu kon Paul Smart (Yamaha TR 2) naar de derde plaats rijden. Brian Steenson (Seeley) was toen al uitgevallen met een flinke olielekkage en Jack Findlay (Aermacchi) viel uit met een defecte versnellingsbak.
4. Nederland, Assen
Phil Read (Yamaha TR 2) startte als snelste in de 350cc-race in Assen en Pasolini en Agostini hadden grote moeite hem bij te halen. In het begin van de derde ronde kwamen zowel Pasolini als Agostini voorbij en zij wisselden daarna nog enkele malen van positie. Na de zesde ronde moest Pasolini Agostini laten gaan. Pasolini had nog steeds last van een voetblessure die hij in Duitsland had opgelopen. Slechts 12 van de 28 starters haalden de finish. 
5. DDR, Sachsenring
In de DDR startten Rodney Gould en Kent Andersson als snelsten, maar na drie kilometer werden ze al bijgehaald door Giacomo Agostini en Renzo Pasolini. Kel Carruthers verloor wat tijd door het ontwijken van de vallende Theo Bult. Agostini begon al snel een flinke voorsprong op te bouwen terwijl Gould uitviel met een klemmende gasschuif. Pasolini lag op de tweede plaats, en Andersson kon met zijn snellere Yamaha Carruthers inhalen. Carruthers wist zijn derde plaats echter te heroveren omdat Andersson problemen kreeg met zijn versnellingsbak. Misschien was de echte winnaar toch Billie Nelson, die na de finish een telegram kreeg omdat hij vader van een dochter (Sarah) was geworden.
6. Tsjecho-Slowakije, Masaryk-Ring
De 350cc-race van Tsjecho-Slowakije moest even worden uitgesteld door vervelend ongelukje, uitgerekend van Silvio Grassetti met zijn Tsjechische Jawa V4. Bij de duwstart verloor hij zijn evenwicht en viel, waarbij zijn Jawa ook enkele andere motorfietsen raakte. De Jawa schuurde over de baan en daardoor ontstond een groot gat in de tank. Na de start nam Agostini meteen de leiding, gevolgd door Renzo Pasolini. Zij namen afstand van de rest. Ginger Molloy had voor de gelegenheid een Jawa gekregen, maar gaf na acht ronden op. Carruthers en Andersson vochten om de derde plaats, maar vlak voor de finish stopte de ontsteking van Carruthers ermee. Hij kon zijn machine laten uitrollen en werd vierde. Agostini was door deze overwinning wereldkampioen 350 cc.
7. Finland, Imatra
In Finland nam Agostini al snel de leiding over van Pasolini en hij begon met ongeveer 1 seconde per ronde weg te lopen. Na 7 ronden begon Pasolini het gat echter weer te dichten en hij naderde Agostini tot op 2 seconden. Dat was het gevolg van een gebroken remkabel op de MV Agusta. Uiteindelijk wist Pasolini Agostini zelfs te passeren, tot de bediening van zijn carburateurs begon te haperen. Pasolini kwam op twee cilinders de pit in. Andersson werd daardoor tweede en Gould werd derde. Carruthers had een slechte start en moest een inhaalrace rijden. Hij reed op het laatst 3 seconden per ronde sneller dan de fabrieks-Yamaha's, maar kwam niet verder dan de vierde plaats. 
8. Ulster, Dundrod Circuit
In de Ulster Grand Prix startten de Yamaha-rijders Andersson en Gould als snelsten, terwijl Agostini het nog even rustig aan leek te doen en op de derde plaats volgde. In de tweede ronde viel Andersson met een defecte versnellingsbak uit. Gould stopte na vijf ronden met carburatieproblemen. Dat was althans de officiële verklaring, maar Gould had er belang bij geen risico's te nemen op het gevaarlijke Dundrod Circuit met het oog op het 250cc-wereldkampioenschap, dat nog niet beslist was. De 350cc-klasse was voor hem niet belangrijk. Günter Bartusch kon met zijn 300cc-MZ de tweede plaats pakken. Hij had al een kleine voorsprong op een achtervolgende groep. Uit die groep vielen Cliff Carr (overslaande motor) en Theo Louwes (tankstop) weg en daardoor kon Tommy Robb net voor Tony Rutter derde worden. 
9. Nations GP, Monza
Agostini liet in Monza de leiding aan Renzo Pasolini, om zijn kersverse teamgenoot Angelo Bergamonti, die slecht gestart was, de kans te geven dichterbij te komen. Toen dat gebeurde gaf Ago flink gas en hij begon met Bergamonti in zijn slipstream een voorsprong op Pasolini op te bouwen. Bergamonti mocht af en toe zelfs de leiding nemen, maar uiteindelijk vertrok Agostini met een nieuw ronderecord. Hij eindigde met 8½ seconde voorsprong op Bergamonti en 39 seconden voor Pasolini. 
10. Spanje, Montjuïc
In de 350cc-klasse in Spanje (zonder Giacomo Agostini) wist Kent Andersson alleen in de eerste ronde voor Angelo Bergamonti te blijven. Daarna reed die laatste met gemak weg om met een grote voorsprong te winnen. Hij verbeterde het ronderecord met 14 seconden, maar dat was dan ook al in 1954 gereden door Fergus Anderson met een Moto Guzzi Monocilindrica 350. Teamgenoten Andersson en Gould maakten er samen een leuke strijd om de tweede plaats van maar gingen pas vlak voor de finish serieus de strijd aan. Gould won met slechts een wiellengte. 

### Uitslagen 350 cc
|    | Datum      | Race                      | Circuit                   | 1e                | 2e                | 3e               | Snelste ronde                      |
| -- | ---------- | ------------------------- | ------------------------- | ----------------- | ----------------- | ---------------- | ---------------------------------- |
| 1  | 03.05.     | GP van Duitsland          | Nürburgring- Nordschleife | Giacomo Agostini  | Kel Carruthers    | Chas Mortimer    | Giacomo Agostini                   |
| 2  | 24.05.     | GP van de Adriatische Zee | Opatija                   | Giacomo Agostini  | Kel Carruthers    | Silvio Grassetti | Giacomo Agostini                   |
| 3  | 08.–12.06. | Isle of Man TT            | Mountain Course           | Giacomo Agostini  | Alan Barnett      | Paul Smart       | Giacomo Agostini                   |
| 4  | 27.06.     | TT van Assen              | Assen                     | Giacomo Agostini  | Renzo Pasolini    | Phil Read        | Giacomo Agostini en Renzo Pasolini |
| 5  | 12.07.     | GP van de DDR             | Sachsenring               | Giacomo Agostini  | Renzo Pasolini    | Kel Carruthers   | Giacomo Agostini                   |
| 6  | 19.07.     | GP van Tsjecho-Slowakije  | Masaryk-Ring              | Giacomo Agostini  | Renzo Pasolini    | Kent Andersson   | Giacomo Agostini                   |
| 7  | 02.08.     | GP van Finland            | Imatra                    | Giacomo Agostini  | Kent Andersson    | Rodney Gould     | Giacomo Agostini                   |
| 8  | 15.08.     | Ulster Grand Prix         | Dundrod                   | Giacomo Agostini  | Günter Bartusch   | Tommy Robb       | Giacomo Agostini                   |
| 9  | 13.09.     | GP des Nations            | Monza                     | Giacomo Agostini  | Angelo Bergamonti | Renzo Pasolini   | Giacomo Agostini                   |
| 10 | 27.09.     | GP van Spanje             | Montjuïc                  | Angelo Bergamonti | Rodney Gould      | Kent Andersson   | Angelo Bergamonti                  |

### Eindstand 350 cc
| Pos. | Coureur            | Motorfiets  | Ptn.     |
| ---- | ------------------ | ----------- | -------- |
| 1    | Giacomo Agostini   | MV Agusta   | 90 (135) |
| 2    | Kel Carruthers     | Benelli     | 58       |
| 3    | Renzo Pasolini     | Benelli     | 46       |
| 4    | Kent Andersson     | Yamaha      | 44       |
| 5    | Martti Pesonen     | Yamaha      | 38       |
| 6    | Rodney Gould       | Yamaha      | 28       |
| 7    | Angelo Bergamonti  | MV Agusta   | 27       |
| 8    | Günter Bartusch    | MZ          | 20       |
| 9    | Alan Barnett       | Aermacchi   | 20       |
| 10   | Tommy Robb         | Yamaha      | 18       |
| 11   | Dieter Braun       | MZ / Yamaha | 17       |
| 12   | Silvio Grassetti   | Jawa        | 16       |
| 13   | Karl Hoppe         | Yamaha      | 16       |
| 14   | Billie Nelson      | Yamaha      | 16       |
| 15   | Chas Mortimer      | Yamaha      | 15       |
| 16   | Tony Rutter        | Yamaha      | 14       |
| 17   | Paul Smart         | Yamaha      | 10       |
|      | Phil Read          | Yamaha      | 10       |
| 19   | Terry Dennehy      | Yamaha      | 10       |
| 20   | Roberto Gallina    | Aermacchi   | 9        |
|      | Jack Findlay       | Yamaha      | 9        |
| 22   | Malcolm Uphill     | Yamaha      | 8        |
| 23   | Bosse Granath      | Yamaha      | 8        |
| 24   | Hans-Dieter Görgen | Yamaha      | 6        |

| Pos. | Coureur             | Motorfiets                | Ptn. |
| ---- | ------------------- | ------------------------- | ---- |
| 25   | Jim Curry           | Drixton-Aermacchi / Honda | 6    |
| 26   | Peter Berwick       | Aermacchi                 | 5    |
| 27   | Walter Rungg        | Aermacchi                 | 4    |
|      | Karel Bojer         | CZ                        | 4    |
|      | Ray Pickrell        | Aermacchi                 | 4    |
|      | Theo Louwes         | Yamaha                    | 4    |
|      | Giuseppe Visenzi    | Yamaha                    | 4    |
| 32   | Walter Scheimann    | Yamaha                    | 3    |
|      | Robin Duffty        | Aermacchi                 | 3    |
|      | Cliff Carr          | Yamaha                    | 3    |
|      | Theo Bult           | Yamaha                    | 3    |
|      | Tony Jefferies      | Yamaha                    | 3    |
| 37   | Vasco Loro          | Yamaha                    | 2    |
|      | Franz Kroon         | Yamaha                    | 2    |
|      | Mick Chatterton     | Yamaha                    | 2    |
|      | Jerry Lancaster     | Yamaha                    | 2    |
|      | Martin Carney       | Kawasaki                  | 2    |
| 42   | Walter Sommer       | Aermacchi                 | 1    |
|      | Paul Eickelberg     | Aermacchi                 | 1    |
|      | John Trevor Findlay | Norton                    | 1    |
|      | Pentti Lehtelä      | Yamaha                    | 1    |
|      | Denis Gallagher     | Aermacchi                 | 1    |
|      | Ernst Holzeis       | Yamaha                    | 1    |

(Punten tussen haakjes zijn inclusief streepresultaten)

### Constructeurstitel 350 cc
| Pos. | Constructeur | Ptn.     |
| ---- | ------------ | -------- |
| 1    | MV Agusta    | 90 (150) |
| 2    | Benelli      | 70       |
| 3    | Yamaha       | 64 (97)  |
| 4    | Aermacchi    | 34       |
| 5    | MZ           | 26       |
| 6    | Jawa         | 16       |
| 7    | CZ           | 4        |
| 8    | Kawasaki     | 2        |
| 9    | Norton       | 1        |
|      | Honda        | 1        |

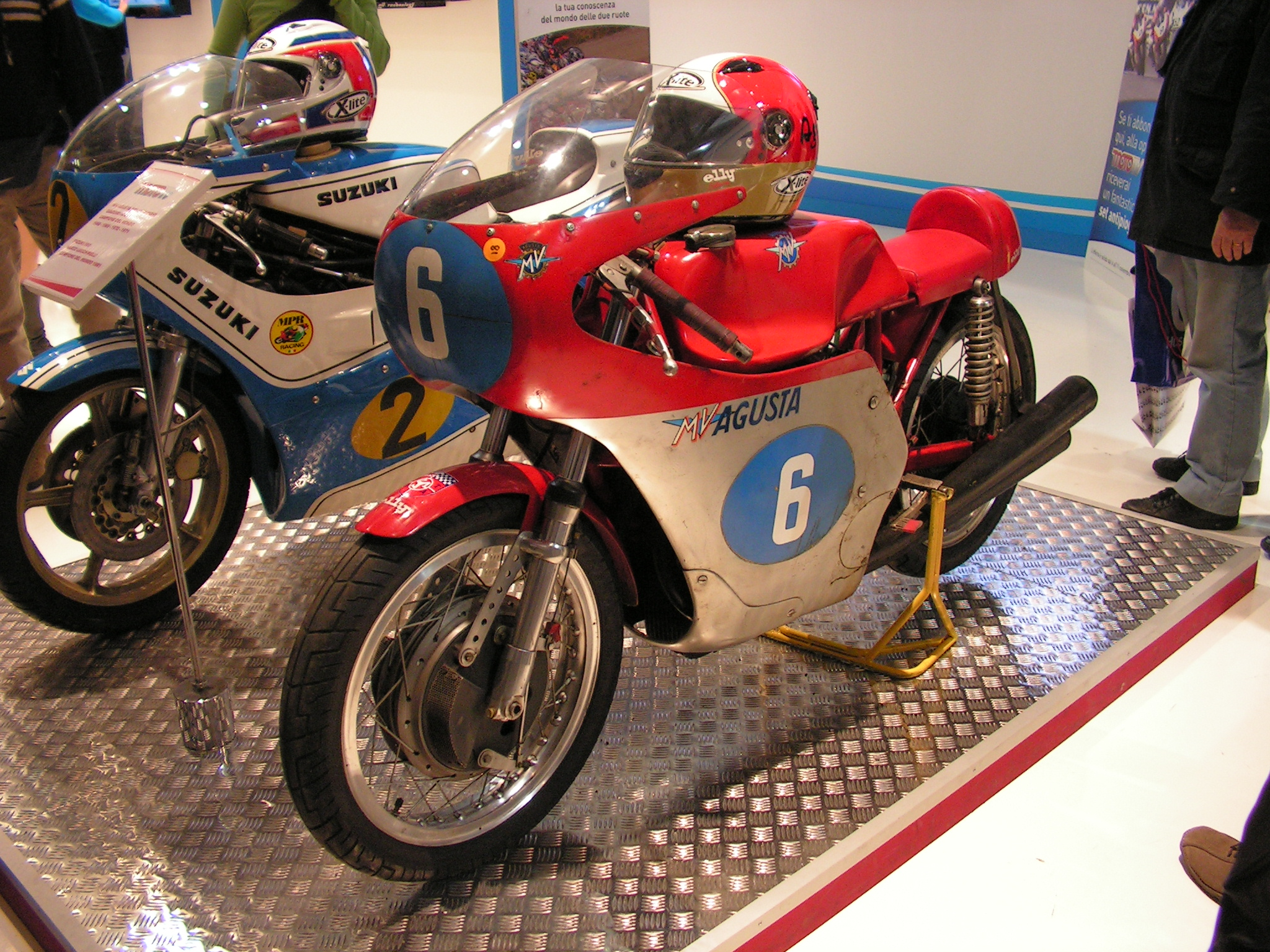
MV Agusta 350 3C

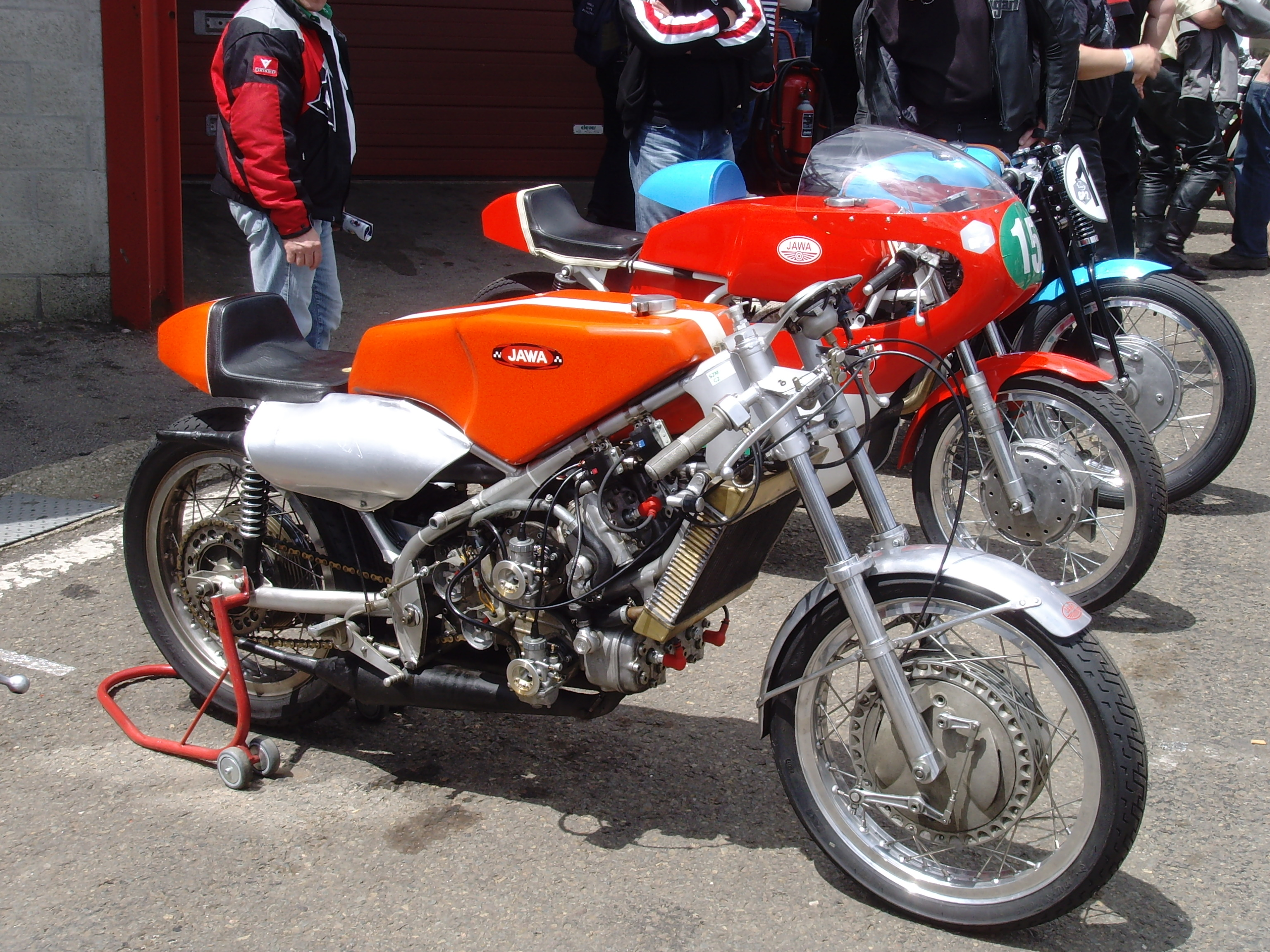
Jawa 350 cc V4

(Punten tussen haakjes zijn inclusief streepresultaten)

## 250cc-klasse
Ondanks het verdwijnen van de officiële fabrieksracers bleef Yamaha de 250cc-klasse overheersen. Rodney Gould en Kent Andersson gebruikten een Yamaha TD 2 productieracer, maar kregen zowel geld als onderdelen van de fabriek in ruil voor hun ervaringen met de machines, zodat die verbeterd konden worden. Een opmerkelijke debutant was Jarno Saarinen, die voor het eerst in het wereldkampioenschap wegrace reed. In zijn eerste jaar haalde hij al drie keer het podium en hij eindigde als vierde in de 250cc-eindstand. Regerend wereldkampioen Kel Carruthers kon door het maximum aantal cilinders (twee) niet meer met zijn Benelli rijden en gebruikte een Yamaha TD 2. Voor hem zou het een seizoen vol tegenslag worden. 
1. Duitsland, Nordschleife
In Duitsland ging Phil Read (Yamaha) korte tijd aan de leiding, maar hij kreeg schakelmoeilijkheden en viel uit. De kop werd overgenomen door Kel Carruthers (Yamaha), die een flinke voorsprong opbouwde en won voor Klaus Huber (Yamaha) en Chas Mortimer (Yamaha). 
2. Frankrijk, Le Mans
In de training in Frankrijk verbeterden Rodney Gould, Kent Andersson, Santiago Herrero en Kel Carruthers het ronderecord, maar Carruthers kwam bij de start slecht weg en eindigde in het middenveld. Toen hij met zijn inhaalrace bezig was schoof hij onderuit waardoor hij was uitgeschakeld. Herrero kon met zijn Ossa de snelle Yamaha's van Gould en Andersson goed bijhouden. Andersson viel uit met een defecte ontsteking, maar Herrero schoof onderuit. Hij kon nog wel verder, maar lag intussen derde achter László Szabó (MZ). Herrero heroverde de tweede plaats in een hevig gevecht met Szabó, die derde werd. De debutant Jarno Saarinen (Yamaha) werd vierde. 
3. Joegoslavië, Opatija
De 250cc-race in Joegoslavië was erg spannend, vooral dankzij het geweldige rijden van Santiago Herrero. Aanvankelijk ontstond er een flink gevecht om de leiding tussen Kel Carruthers en Kent Andersson. Herrero was toen nog in een gevecht om de derde plaats gewikkeld met Dieter Braun (MZ). Toen diens koppeling begon te slippen dichtte Herrero het gat met Andersson. Uiteindelijk wist Herrero een gaatje van 2 seconden te slaan, maar Carruthers had inmiddels 5 seconden voorsprong genomen en die kon Herrero met zijn eencilinder Ossa niet meer dicht rijden. Nu lachte het geluk hem echter toe, want in de laatste ronde liep de Yamaha van Carruthers heel even op één cilinder om daarna vast te slaan. Achter dit geweld werd ook hevig gestreden door Rodney Gould en Günter Bartusch, maar die laatste kwam op een gegeven moment met een afgeslagen MZ de pit in rollen. Herrero won aldus, Andersson werd tweede en Gould werd derde. Hoewel de Yamaha's onverslaanbaar werden geacht, ging Ossa-rijder Santiago Herrero als leider in het wereldkampioenschap naar het eiland Man. 
4. Isle of Man Lightweight 250 cc TT, Snaefell Mountain Course
In de Lightweight 250 cc TT nam Kel Carruthers (Yamaha TD 2) meteen de leiding, om deze niet meer af te staan. Na de eerste ronde lag Paul Smart (Yamaha TD 2) tweede, 16 seconden achter Carruthers en 17 seconden voor Rodney Gould (Yamaha TD 2). In de tweede ronde vergrootte Carruthers zijn voorsprong tot 32 seconden, maar de derde plaats werd overgenomen door Stan Woods (Yamaha TD 2). Santiago Herrero (Ossa) zat Gould ook al op de hielen. Paul Smart viel in de derde ronde uit. Herrero ging onderuit bij Braddan en verloor een minuut met het weer rijklaar maken van zijn machine. Gould lag nu tweede, kort voor Woods. Herrero was ondanks zijn tijdverlies nog steeds vierde. In de vierde ronde schoof Woods door naar de tweede plaats, nu de Yamaha van Gould duidelijk langzamer werd. Woods stopte in de vijfde ronde om aan zijn motor te werken, waardoor Herrero weer naar de tweede plaats kwam. Bij de 13e mijlpaal, kort voor het binnenrijden van Kirk Michael, viel hij echter over gesmolten asfalt. Hij sloeg tegen een boom en moest per helikopter worden overgebracht naar het ziekenhuis. Ook Stan Woods viel op dezelfde plaats en brak daarbij zijn enkel. Gould werd hierdoor toch weer tweede, en Günter Bartusch (MZ) kreeg de derde plaats min of meer in de schoot geworden. Santiago Herrero was als leider in het 250cc-kampioenschap naar Man gekomen, maar overleed twee dagen na zijn val in het ziekenhuis. 
5. Nederland, Assen
De 250cc-race in Assen verliep dramatisch doordat slechts 13 van de 28 starters de finish zagen. Het meest zuur was dat voor Kel Carruthers, die twee ronden voor het einde aan de leiding lag toen zijn Yamaha vastliep, en voor Leo Commu, die al voor de race nieuwe bougiekappen had gemonteerd maar uiteindelijk op de derde plaats liggend te maken kreeg met een bougiekap die voortdurend los ging door een gebroken veertje. Chas Mortimer was niet eens gestart nadat hij in de 350cc-race een proefrondje had gedraaid maar last had van duizeligheid door een val in de trainingen. Phil Read kwam bij de start als laatste weg, terwijl de kopgroep werd gevormd door Carruthers, Commu en Rodney Gould. In de vijftiende ronde, toen Commu al was afgestapt en ook Carruthers uitviel, was Read Gould al tot op 3 seconden genaderd, maar hij wist hem niet meer in te halen. Jarno Saarinen (Yamaha) haalde zijn eerste podiumplaats toen hij derde werd.
6. België, Spa-Francorchamps
In de 250cc-race in Spa-Francorchamps was de baan weliswaar nog nat, maar de regen opgehouden. Daardoor werd het een spannende race, waarbij Kel Carruthers en Rodney Gould tot de laatste ronde om de eerste plaats vochten. Achter hen was het net zo spannend tussen Jarno Saarinen en Börje Jansson. In de laatste ronde begon de Yamaha van Carruthers over te slaan. Hij werd bijna ingehaald door Saarinen en Jansson, maar wist nog net de tweede plaats te houden. Jansson werd derde.
7. DDR, Sachsenring
Ook in de DDR bleef de pechduivel Kel Carruthers achtervolgen. Hij reed tot de twaalfde ronde aan de leiding, toen hij uitviel door een defecte onderbreker. Bij de start pakte Rodney Gould meteen de leiding, terwijl achter hem een flink gevecht om de tweede plaats ontstond. Carruthers wist zich hieruit al snel los te maken en ging Gould ook voorbij. Toen Carruthers uitgevallen was kon Gould naar de overwinning rijden. Het gevecht om de tweede plaats werd beslist toen Silvio Grassetti alleen achterbleef nadat Günter Bartusch uitgevallen en Braun gevallen was. Grassetti wist Andersson met 0,9 seconden te verslaan. 
8. Tsjecho-Slowakije, Masaryk-Ring
In Tsjecho-Slowakije ging de strijd om de overwinning tussen Andersson en Carruthers, hoewel Gould deze twee nog een tijdje kon volgen. Gould viel echter uit door een defecte versnellingsbak. Aan het begin van de laatste ronde had Andersson de leiding, maar Carruthers wist door zijn ervaring toch te winnen. Achter hen vochten zeven rijders om de derde plaats, waarbij Jarno Saarinen als winnaar uit de bus kwam. 
9. Finland, Imatra
In Finland was Kel Carruthers in de 350cc-klasse al slecht gestart, maar in de 250cc-klasse moest hij zelfs aan de staart van het veld aansluiten. In de derde ronde was hij al achtste, maar toen ging zijn tankdop open en de achterband werd nat door de benzine. Hij schoof van de baan een greppel in en moest de race staken. Rodney Gould bouwde intussen een voorsprong op ten opzichte van Andersson. Günter Bartusch passeerde Andersson in de derde ronde en er ontstond een gevecht om de tweede plaats dat vijf ronden duurde. Toen liep de MZ van Bartusch vast. Andersson werd daarna nog aangevallen door Paul Smart, maar die kwam 1,6 seconden tekort om de tweede plaats te pakken. Jarno Saarinen, waarvan veel werd verwacht in zijn thuisrace, haalde voor de eerste keer in het hele seizoen de finish niet. Hij viel in de vijfde ronde uit door een gebroken krukas. 
10. Ulster, Dundrod Circuit
In Ulster zou Rodney Gould wereldkampioen kunnen worden, vooropgesteld dat hij zou winnen. Gould trainde als snelste en startte ook als beste. Na twee ronden reed hij zelfs 200 meter voor Kel Carruthers. Die draaide echter de snelste ronde en na vier ronden zat hij aan het achterwiel van Gould. Er volgde een gevecht van zeven ronden. Toen kreeg Gould problemen met de zesversnellingsbak die hij van de fabriek gekregen had. De machine wilde nog maar moeilijk uit de vijfde versnelling komen en dat was de kans voor Carruthers. Andersson lag met de tweede fabrieks-Yamaha op de derde plaats, maar die kreeg problemen met de experimentele transistor-ontsteking, waardoor Paul Smart en Günter Bartusch hem konden passeren. Bartusch pakte de derde plaats, maar verloor ze weer toen de ontsteking van zijn MZ het begaf. 
11. Nations GP, Monza
Het zat Carruthers ook in Monza niet mee. Hij trainde als snelste maar had een slechte start. Uiteindelijk vocht hij zich naar de leiders Rodney Gould en Phil Read en wist zelfs de koppositie over te nemen. Silvio Grassetti, die in de eerste ronden met zijn MZ de leiding had gehad, was toen al uitgevallen. Uiteindelijk werd de strijd tussen Gould en Carruthers beslist omdat Gould iets meer geluk had bij het passeren van achterblijvers. Door Carruthers met 0,03 seconden te verslaan was Gould nu wereldkampioen. 
12. Spanje, Montjuïc
In Spanje vertrokken Gould, Andersson en Ginger Molloy (voor het eerst op een Yamaha) als snelsten, maar ze werden alle drie gepasseerd door de jonge Teuvo Länsivuori (Yamaha). Die bouwde al snel een grote voorsprong op. Gould, inmiddels al zeker van de wereldtitel, stopte in de vijfde ronde als protest tegen het vele stof op de baan dat daar voor aanvang van de 125cc-race over een oliespoor was gegooid. Länsivuori ging door, maar viel terug door een losse draad van zijn ontsteking. Andersson passeerde hem en zes ronden later viel Länsivuori helemaal uit door een gat in een zuiger. Andersson won met een ruime voorsprong op Ginger Molloy, die op zijn beurt weer 40 seconden voorsprong had op Silvio Grassetti. 

### Uitslagen 250 cc
|    | Datum      | Race                      | Circuit                   | 1e               | 2e               | 3e               | Snelste ronde    |
| -- | ---------- | ------------------------- | ------------------------- | ---------------- | ---------------- | ---------------- | ---------------- |
| 1  | 03.05.     | GP van Duitsland          | Nürburgring- Nordschleife | Kel Carruthers   | Klaus Huber      | Chas Mortimer    | Klaus Huber      |
| 2  | 17.05.     | GP van Frankrijk          | Le Mans                   | Rodney Gould     | Santiago Herrero | László Szabó     | Santiago Herrero |
| 3  | 24.05.     | GP van de Adriatische Zee | Opatija                   | Santiago Herrero | Kent Andersson   | Rodney Gould     | Kel Carruthers   |
| 4  | 08.–12.06. | Isle of Man TT            | Mountain Course           | Kel Carruthers   | Rodney Gould     | Günter Bartusch  | Kel Carruthers   |
| 5  | 27.06.     | TT van Assen              | Assen                     | Rodney Gould     | Phil Read        | Jarno Saarinen   | Phil Read        |
| 6  | 05.07.     | GP van België             | Spa-Francorchamps         | Rodney Gould     | Kel Carruthers   | Börje Jansson    | Rodney Gould     |
| 7  | 12.07.     | GP van de DDR             | Sachsenring               | Rodney Gould     | Silvio Grassetti | Kent Andersson   | Kel Carruthers   |
| 8  | 19.07.     | GP van Tsjecho-Slowakije  | Masaryk-Ring              | Kel Carruthers   | Kent Andersson   | Jarno Saarinen   | Kel Carruthers   |
| 9  | 02.08.     | GP van Finland            | Imatra                    | Rodney Gould     | Kent Andersson   | Paul Smart       | Rodney Gould     |
| 10 | 15.08.     | Ulster Grand Prix         | Dundrod                   | Kel Carruthers   | Rodney Gould     | Paul Smart       | Kel Carruthers   |
| 11 | 13.09.     | GP des Nations            | Monza                     | Rodney Gould     | Kel Carruthers   | Phil Read        | Rodney Gould     |
| 12 | 27.09.     | GP van Spanje             | Montjuïc                  | Kent Andersson   | Ginger Molloy    | Silvio Grassetti | Kent Andersson   |

### Eindstand 250 cc
| Pos. | Coureur              | Motorfiets  | Ptn.      |
| ---- | -------------------- | ----------- | --------- |
| 1    | Rodney Gould         | Yamaha      | 102 (124) |
| 2    | Kel Carruthers       | Yamaha      | 84        |
| 3    | Kent Andersson       | Yamaha      | 67        |
| 4    | Jarno Saarinen       | Yamaha      | 57        |
| 5    | Börje Jansson        | Yamaha      | 34        |
| 6    | Chas Mortimer        | Yamaha      | 30        |
| 7    | Gyula Marsovszky     | Yamaha      | 28        |
| 8    | Santiago Herrero (†) | Ossa        | 27        |
| 9    | Bosse Granath        | Yamaha      | 25        |
| 10   | Silvio Grassetti     | Yamaha / MZ | 24        |
| 11   | László Szabó         | MZ          | 23        |
| 12   | Phil Read            | Yamaha      | 22        |
| 13   | Paul Smart           | Yamaha      | 20        |
| 14   | Dieter Braun         | MZ          | 19        |
| 15   | Günter Bartusch      | MZ          | 16        |
| 16   | Theo Bult            | Yamaha      | 15        |
| 17   | Klaus Huber          | Yamaha      | 14        |
| 18   | Tony Rutter          | Yamaha      | 14        |
| 19   | Ginger Molloy        | Yamaha      | 12        |
| 20   | Alex George          | Yamaha      | 11        |
| 21   | Lothar John          | Yamaha      | 11        |
| 22   | Cees van Dongen      | Yamaha      | 10        |
| 23   | Walter Sommer        | Yamaha      | 8         |
| 24   | Peter Berwick        | Suzuki      | 8         |
| 25   | Heinrich Rosenbusch  | Yamaha      | 7         |

| Pos. | Coureur             | Motorfiets | Ptn. |
| ---- | ------------------- | ---------- | ---- |
|      | Oronzo Memola       | Yamaha     | 7    |
| 27   | Teuvo Länsivuori    | Yamaha     | 7    |
| 28   | Angelo Bergamonti   | Aermacchi  | 6    |
|      | Keith Turner        | Yamaha     | 6    |
| 30   | Roland Olsson       | Yamaha     | 5    |
|      | Giuseppe Visenzi    | Yamaha     | 5    |
| 32   | Ian Richards        | Yamaha     | 4    |
|      | Leo Commu           | Yamaha     | 4    |
|      | Pentti Korhonen     | Yamaha     | 4    |
|      | Derek Chatterton    | Yamaha     | 4    |
|      | Luigi Anelli        | Yamaha     | 4    |
|      | Alberto Pagani      | Aermacchi  | 4    |
| 38   | Marty Lunde         | Yamaha     | 3    |
|      | Malcolm Uphill      | Suzuki     | 3    |
|      | Maurice Hawthorne   | Yamaha     | 3    |
| 41   | Seppo Kangasniemi   | Yamaha     | 2    |
|      | Tony Smith          | Yamaha     | 2    |
|      | Toni Gruber         | Yamaha     | 2    |
|      | Bob Coulter         | Yamaha     | 2    |
| 45   | Christian Bourgeois | Yamaha     | 1    |
|      | Gøsta Jensen        | Yamaha     | 1    |
|      | Bill Smith          | Yamaha     | 1    |
|      | Adolf Ohligschläger | Yamaha     | 1    |
|      | Mick Chatterton     | Yamaha     | 1    |

(Punten tussen haakjes zijn inclusief streepresultaten)

### Constructeurstitel 250 cc
| Pos. | Constructeur | Ptn.      |
| ---- | ------------ | --------- |
| 1    | Yamaha       | 105 (177) |
| 2    | MZ           | 56 (58)   |
| 3    | Ossa         | 27        |
| 4    | Aermacchi    | 10        |
| 5    | Suzuki       | 9         |

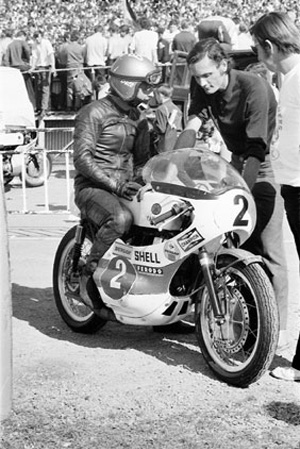
Kel Carruthers (Yamaha TD 2) in 1970

(Punten tussen haakjes zijn inclusief streepresultaten)

## 125cc-klasse
De 125cc-klasse mocht in 1970 slechts twee cilinders en zes versnellingen hebben. De fabrieksracers uit Japan waren van het toneel verdwenen, maar de "oude" Suzuki RT 67's werden nog steeds gebruikt door Dieter Braun, Aalt Toersen en één keer door Barry Sheene. Derbi stapte af van de eerder gebruikte 125cc-motor met twee krukassen en gebruikte nu een meer conventionele liggende tweecilinder. MZ, dat weinig geld maar wel een enthousiaste constructeur (Walter Kaaden) had, gebruikte de "oude" eencilinder RE 125, maar experimenteerde ook met een tandemtwin. Dave Simmonds moest zich nog steeds redden met zijn verouderde Kawasaki, maar had al voor aanvang van het seizoen te horen gekregen dat hij geen steun van de fabriek meer zou krijgen. Incidentele, kleine succesjes waren er voor de nieuwe machines van Maico, Morbidelli en Moto Villa. 
1. Duitsland, Nordschleife
Ángel Nieto startte in Duitsland voor het eerst met een nieuwe Derbi tweecilinder, ditmaal een meer conventioneel ontwerp met twee naast elkaar liggende cilinders. De machine miste nog betrouwbaarheid en hij werd er slechts dertiende mee. De race werd gewonnen door John Dodds (Aermacchi), voor Heinz Kriwanek (Rotax) en Walter Sommer (Yamaha). 
2. Frankrijk, Le Mans
In Frankrijk had regerend wereldkampioen Dave Simmonds al tijdens de trainingen voortdurend pech met zijn Kawasaki, en bij de start liep er door een lekke pakking koelwater in een van zijn cilinders waardoor de motor niet aansloeg. Nieto nam de leiding met zijn nieuwe Derbi, maar die ging opnieuw stuk. Dieter Braun (Suzuki) nam de leiding, bedreigd door Angelo Bergamonti, tot diens Aermacchi er ook mee ophield door een gebroken zuigerveer. László Szabó (MZ) lag nu onbedreigd tweede en de strijd om de derde plaats ging tussen Börje Jansson (Maico), Günter Bartusch (MZ) en Walter Villa (Moto Villa). Szabó moest echter een pitstop maken waardoor hij een volle ronde verloor. Walter Villa viel uit door een vastloper. Jansson werd zo tweede en Bartusch werd derde. 
3. Joegoslavië, Opatija
Nieto had in Joegoslavië als snelste getraind, maar moest na de start achter Dieter Braun en Heinz Kriwanek jagen. Toen hij Kriwanek gepasseerd was, was Dave Simmonds al uitgevallen met versnellingsbakproblemen. In de derde ronde kwam Nieto bij Braun, maar hij kon hem pas in de zevende ronde passeren. Daarna begon hij echter snel weg te lopen. Er ontstond een hevig gevecht om de derde plaats tussen Kriwanek en László Szabó. Zo hevig, dat Kriwanek in de haarspeldbocht onderuit ging. Hij ging op de tiende plaats verder, maar viel in de laatste ronde zo hard, dat hij zijn been verwondde. Szabó was echter ook al uitgevallen door een gebroken krukas. Nieto leek met gemak te winnen, want vlak voor de finish had hij 9 seconden voorsprong. Toen raakte zijn benzine echter op. Braun passeerde hem vlak voor de streep en won met 0,9 seconden voorsprong. De derde plaats ging uiteindelijk naar Angelo Bergamonti. 
4. Isle of Man Lightweight 125 cc TT, Snaefell Mountain Course
Dieter Braun won de Lightweight 125 cc TT met de inmiddels drie jaar oude Suzuki RT 67 (met inmiddels slechts de reglementaire zes versnellingen). Dave Simmonds had aanvankelijk de leiding, maar zijn Kawasaki stopte in de tweede ronde met een vastgelopen big-end. Börje Jansson werd met een fabrieks-Maico tweede. Günter Bartusch had een nieuwe MZ tweecilinder tandemtwin, waarmee hij derde werd. De eerste drie rijders reden hun debuutrace op het eiland Man.
5. Nederland, Assen
Cees van Dongen kreeg zijn Yamaha in Assen niet aan de praat, zelfs niet toen er al bougies verwisseld waren. Dat was een teleurstelling, want hij had in zijn thuisrace de vierde startplaats veroverd. Wil Hartog (Yamaha) startte juist heel goed: vanaf de derde startrij reed hij een volle ronde aan de leiding, maar hij werd al snel door een groot aantal rijders ingehaald. Nieto begon toen elke ronde wat verder weg te lopen van Dieter Braun. Aalt Toersen reed na twee ronden op de derde plaats, met Angelo Bergamonti kort achter hem. In de vierde ronde was de meeste spanning weg: Nieto had een flinke voorsprong op Braun die weer ver voor het groepje Toersen, Szabó, Simmonds en Bergamonti reed. Nieto nam in de Stekkenwal veel en onnodig risico en viel, wat hem twee pitstops én de overwinning kostte. Braun kon nu gemakkelijk winnen. Dave Simmonds werd tweede en László Szabó werd derde.
6. België, Spa-Francorchamps
In Spa-Francorchamps bleven Simmonds en Braun korte tijd in de buurt van Nieto, maar Braun viel uit met een onwillige ontsteking en daarna begon Nieto snel weg te lopen van Simmonds. Het werd een saaie race, waarin Börje Jansson met de watergekoelde eencilinder Maico derde werd. 
7. DDR, Sachsenring
In de DDR kon Dieter Braun door te winnen wereldkampioen worden. Hij werd echter de hele race op de hielen gezeten door Ángel Nieto. Nieto passeerde Braun af en toe, maar kon niet weglopen en koos ervoor achter Braun te blijven. In de Queckenberg-bocht voor de finish lag Braun nog aan kop, en het Oost-Duitse publiek juichte al om de overwinning. Nieto remde Braun echter uit en finisthe met een halve seconde voorsprong. Hij werd daarvoor uitgefloten, terwijl Braun werd toegejuicht alsof hij gewonnen had. Börje Jansson werd opnieuw derde.
8. Tsjecho-Slowakije, Masaryk-Ring
In Tsjecho-Slowakije verscheen Gilberto Parlotti met een nieuwe 125cc-Morbidelli en hij reed meteen de snelste trainingstijd. Voor Dieter Braun was een overwinning belangrijk, want daarmee zou hij zijn wereldtitel veilig kunnen stellen. Braun kon Parlotti echter met geen mogelijkheid bijhouden. Hij finishte als tweede met ruim 17 seconden achterstand. Nieto kwam er helemaal niet aan te pas. Hij was weliswaar naar de derde plaats opgeklommen, maar moest toen stoppen door een slecht lopende motor. Daardoor werd Dave Simmonds derde. Ángel Nieto kon nu alleen nog wereldkampioen worden door alle volgende races te winnen. 
9. Finland, Imatra
Dieter Braun kreeg een tweede kans om de wereldtitel veilig te stellen in Finland. Aanvankelijk kon hij het gevecht met Nieto aangaan, maar na vier ronden scheurde een waterslang van zijn koelsysteem en moest hij stoppen. Nieto leek op de overwinning af te gaan, met 13 seconden voorsprong op een gevecht tussen Dave Simmonds en Börje Jansson. Twee ronden voor het einde brak er een zuiger in de Derbi en moest ook Nieto afstappen. Daarmee was Braun toch nog wereldkampioen 125 cc. Dave Simmonds won de Grand Prix van Finland, Thomas Heuschkel (MZ) werd tweede en Harmut Bischoff (MZ) werd derde. 
10. Nations GP, Monza
In Monza ontstond een korte strijd tussen Nieto, Braun en Parlotti, die eindigde toen Parlotti moest stoppen met een gat in een zuiger en Braun de pit in rolde met een vastgelopen linker zuiger. Nieto lag nu ruim op kop, met achter hem László Szabó met de eencilinder MZ en Cees van Dongen (Yamaha). Bartusch kwam met de nieuwe tweecilinder MZ niet verder dan de elfde plaats.
11. Spanje, Montuïc
In Spanje begon de 125cc-race in een chaos. Kort voor de race verloor een vrachtauto olie op de baan en in hun ijver het oliespoor af te dekken gebruikten de marshals te veel cement, waardoor de eerste rijders een grote stofwolk veroorzaakten. Börje Jansson pakte de leiding, maar viel terug achter de strijdende Ángel Nieto en Gilberto Parlotti. Nieto wilde zijn thuispubliek graag een overwinning schenken, maar de posities wisselden voortdurend. Dave Simmonds wist langzaam dichterbij te komen en hij werd gevolgd door de 20-jarige Barry Sheene, die de oude Suzuki van Stuart Graham had. In de negende ronde viel Parlotti met technische problemen terug. Nieto bouwde een flinke voorsprong op, maar viel in een haarspeldbocht. Toen hij weer verder kon rijden was hij gepasseerd door Simmonds en Sheene. Er volgde een gevecht tussen deze drie rijders die steeds binnen een halve seconde van elkaar bleven, tot Simmonds vier ronden voor het einde moest opgeven. Sheene bleef tot twee ronden voor de finish op kop, maar moest uiteindelijk het hoofd buigen voor Nieto. Jansson werd derde, 0,7 seconden vóór Dieter Braun. 

### Uitslagen 125 cc

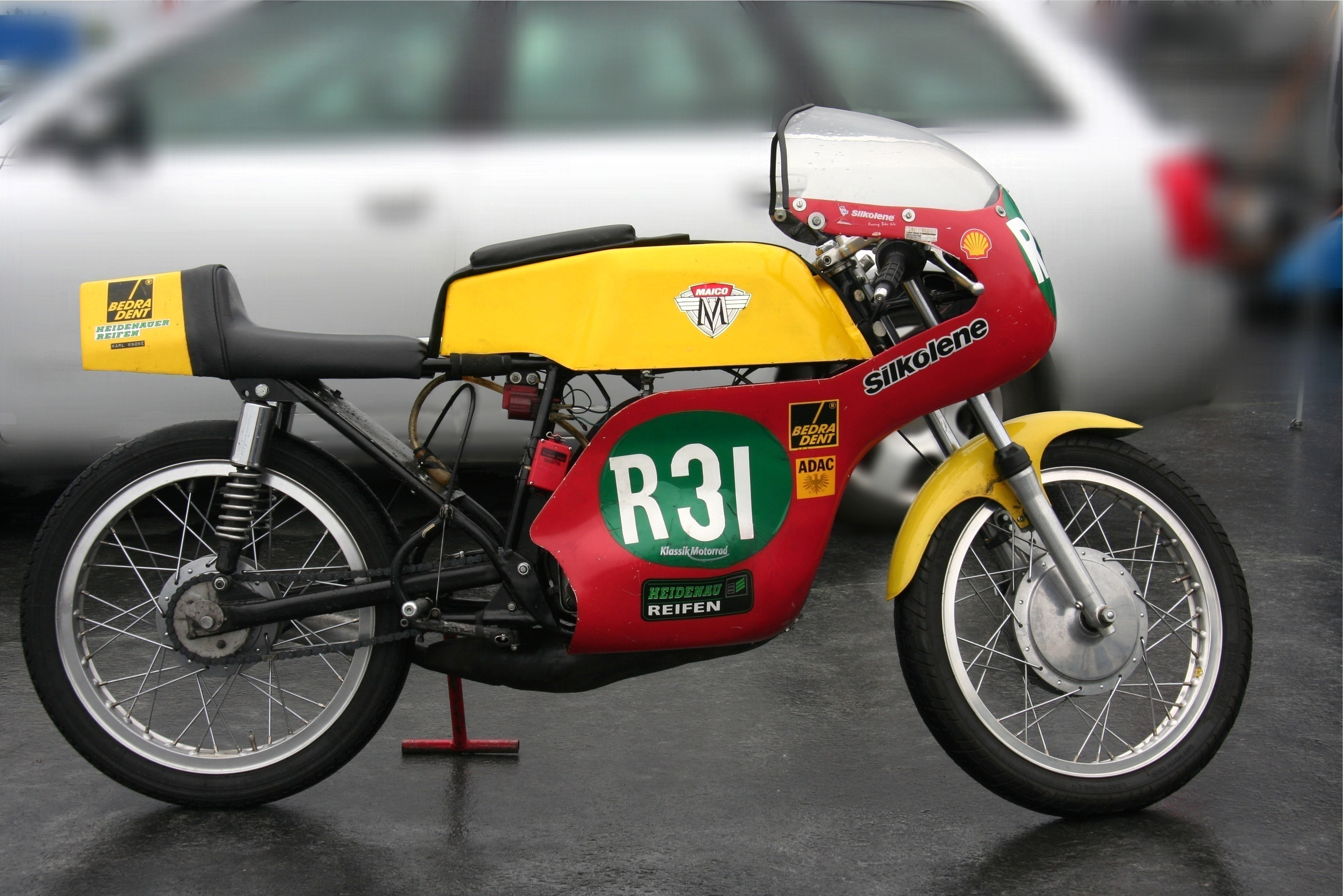
Maico 125 RS

|    | Datum      | Race                      | Circuit                   | 1e                | 2e               | 3e                | Snelste ronde     |
| -- | ---------- | ------------------------- | ------------------------- | ----------------- | ---------------- | ----------------- | ----------------- |
| 1  | 03.05.     | GP van Duitsland          | Nürburgring- Nordschleife | John Dodds        | Heinz Kriwanek   | Walter Sommer     | László Szabó      |
| 2  | 17.05.     | GP van Frankrijk          | Le Mans                   | Dieter Braun      | Börje Jansson    | Günter Bartusch   | Ángel Nieto       |
| 3  | 24.05.     | GP van de Adriatische Zee | Opatija                   | Dieter Braun      | Ángel Nieto      | Angelo Bergamonti | Ángel Nieto       |
| 4  | 08.–12.06. | Isle of Man TT            | Mountain Course           | Dieter Braun      | Börje Jansson    | Günter Bartusch   | Dave Simmonds     |
| 5  | 27.06.     | TT van Assen              | Assen                     | Dieter Braun      | Dave Simmonds    | László Szabó      | Ángel Nieto       |
| 6  | 05.07.     | GP van België             | Spa-Francorchamps         | Ángel Nieto       | Dave Simmonds    | Börje Jansson     | Ángel Nieto       |
| 7  | 12.07.     | GP van de DDR             | Sachsenring               | Ángel Nieto       | Dieter Braun     | Börje Jansson     | Ángel Nieto       |
| 8  | 19.07.     | GP van Tsjecho-Slowakije  | Masaryk-Ring              | Gilberto Parlotti | Dieter Braun     | Dave Simmonds     | Gilberto Parlotti |
| 9  | 02.08.     | GP van Finland            | Imatra                    | Dave Simmonds     | Thomas Heuschkel | Hartmut Bischoff  | Ángel Nieto       |
| 10 | 13.09.     | GP des Nations            | Monza                     | Ángel Nieto       | László Szabó     | Cees van Dongen   | Gilberto Parlotti |
| 11 | 27.09.     | GP van Spanje             | Montjuïc                  | Ángel Nieto       | Barry Sheene     | Börje Jansson     | Ángel Nieto       |

### Eindstand 125 cc
| Pos. | Coureur             | Motorfiets     | Ptn.    |
| ---- | ------------------- | -------------- | ------- |
| 1    | Dieter Braun        | Suzuki         | 84 (92) |
| 2    | Ángel Nieto         | Derbi          | 72      |
| 3    | Börje Jansson       | Maico          | 62 (73) |
| 4    | Dave Simmonds       | Kawasaki       | 57      |
| 5    | László Szabó        | MZ             | 34      |
| 6    | Toni Gruber         | Maico          | 33      |
| 7    | Aalt Toersen        | Suzuki         | 31      |
| 8    | John Dodds          | Aermacchi      | 24      |
| 9    | Günter Bartusch     | MZ             | 22      |
| 10   | Heinz Kriwanek      | Rotax          | 21      |
| 11   | Gilberto Parlotti   | Morbidelli     | 15      |
| 12   | Hartmut Bischoff    | MZ             | 15      |
| 13   | Thomas Heuschkel    | MZ             | 12      |
|      | Barry Sheene        | Suzuki         | 12      |
| 15   | Walter Sommer       | Yamaha         | 12      |
| 16   | Giuseppe Mandolini  | Villa          | 11      |
| 17   | Angelo Bergamonti   | Aermacchi      | 10      |
|      | Cees van Dongen     | Yamaha         | 10      |
| 19   | Bernd Köhler        | MZ             | 10      |
| 20   | Giuseppe Consalvi   | Villa          | 10      |
| 21   | János Reisz         | MZ             | 9       |
| 22   | Steve Murray        | Honda          | 8       |
| 23   | Klaus Huber         | Maico          | 8       |
| 24   | Jerry Lancaster     | Drixton-Yamaha | 8       |
| 25   | Otello Buscherini   | Villa          | 6       |
| 26   | Fred Launchbury     | Bultaco        | 6       |
| 27   | Jean-Louis Pasquier | Maico          | 6       |
| 28   | Matti Salonen       | Yamaha         | 6       |
| 29   | Walter Villa        | Villa          | 6       |

| Pos. | Coureur                 | Motorfiets | Ptn. |
| ---- | ----------------------- | ---------- | ---- |
| 30   | Ryszard Mankiewicz      | MZ         | 6    |
| 31   | Eugenio Lazzarini       | Morbidelli | 5    |
|      | Jim Curry               | Honda      | 5    |
|      | Chas Mortimer           | Villa      | 5    |
| 34   | Jürgen Lenk             | MZ         | 5    |
| 35   | Siegfried Möhringer     | Yamaha     | 4    |
|      | Tommy Robb              | Maico      | 4    |
|      | Jan de Vries            | MZ         | 4    |
|      | José Peón               | MZ         | 4    |
|      | Lothar John             | Yamaha     | 4    |
|      | José Medrano            | Bultaco    | 4    |
| 41   | Teuvo Länsivuori        | Yamaha     | 4    |
| 42   | Walter Scheimann        | Villa      | 4    |
| 43   | Herbert Mann            | MZ         | 3    |
|      | Pierre Viura            | Maico      | 3    |
|      | John Kiddie             | Honda      | 3    |
|      | Roland Rentzsch         | MZ         | 3    |
| 47   | Jean Auréal             | Yamaha     | 2    |
|      | Barrie Dickinson        | Honda      | 2    |
|      | Ingo Köppe (†)          | MZ         | 2    |
|      | Luigi Rinaudo           | Aermacchi  | 2    |
|      | Ulrich Graf             | Honda      | 2    |
| 52   | Hans-Joachim Dittberner | Honda      | 1    |
|      | Ken Armstrong           | Honda      | 1    |
|      | Aad Droog               | Yamaha     | 1    |
|      | Wolfgang Rösch          | MZ         | 1    |
|      | Mikko Hamunen           | Yamaha     | 1    |
|      | János Drapál            | MZ         | 1    |
|      | Benjamín Grau           | Bultaco    | 1    |

(Punten tussen haakjes zijn inclusief streepresultaten)

### Constructeurstitel 125 cc
| Pos. | Constructeur | Ptn.    |
| ---- | ------------ | ------- |
| 1    | Suzuki       | 84 (96) |
| 2    | Derbi        | 72      |
| 3    | Maico        | 62 (90) |
| 4    | MZ           | 59 (74) |
| 5    | Kawasaki     | 57      |
| 6    | Aermacchi    | 42      |
| 7    | Yamaha       | 31      |
| 8    | Villa        | 29      |
| 9    | Rotax        | 21      |
| 10   | Morbidelli   | 20      |
| 11   | Honda        | 11      |
| 12   | Bultaco      | 10      |

(Punten tussen haakjes zijn inclusief streepresultaten)

## 50cc-klasse
Aan het begin van het seizoen 1970 stonden de sterren gunstig voor de Nederlandse 50cc-teams. Zowel Van Veen-Kreidler als Jamathi hadden sterke troeven. Hun motorfietsen waren bij de snelsten van het veld en Van Veen had Jan de Vries en Jos Schurgers als coureurs ingehuurd. Jamathi zou vanzelfsprekend weer een motorfiets ter beschikking stellen aan Paul Lodewijkx. Deze had in 1969 een zwaar motorongeluk gehad maar zijn herstel verliep op het oog voorspoedig. In april bleek echter dat hij van de Medische Commissie van de KNMV geen toestemming kreeg om te racen. Jamathi hoopte in zijn plaats ex-Kreidler coureur Aalt Toersen in te kunnen schakelen. Die was inmiddels in dienst getreden bij Henk Viscaal, die nog de ex-Cees van Dongen Suzuki RT 67 in zijn bezit had. Toersen wilde wel op de 50cc-Jamathi starten, maar zijn oude contract bij Van Veen verbood hem nog twee jaar op een concurrerend merk te rijden. Ook de KNMV weigerde een startvergunning aan Toersen af te geven omdat men niet wilde meewerken aan contractbreuk. Uiteindelijk kwam er kennelijk toch toestemming, want Aalt Toersen startte in de Olof Races in Hilvarenbeek en won zelfs de 50cc-klasse met een Jamathi. Ook de rest van het WK-seizoen kwam hij voor Jamathi uit. Het seizoen begon voortvarend voor Ángel Nieto, die keer op keer won. Halverwege het seizoen waren echter zowel de Kreidlers als de Jamathi's verbeterd en kon vooral Aalt Toersen tegenstand bieden.
1. Duitsland, Nordschleife
Tijdens de Duitse Grand Prix was het nat en glad en slechts weinig coureurs kenden de baan goed. Derbi-coureur Ángel Nieto kampeerde al weken bij de Nordschleife. Hij won de 50cc-race met overmacht, maar zijn grootste concurrenten, de Nederlanders Jan de Vries, Aalt Toersen en Jos Schurgers, deden het op dit gevaarlijke circuit rustig aan. Rudolf Kunz (Kreidler) werd tweede en Gilberto Parlotti (Tomos) werd derde. 
2. Frankrijk, Le Mans
In Frankrijk brak Ángel Nieto in de trainingen het ronderecord, maar hij kwam slecht weg bij de start. Jan de Vries (Van Veen-Kreidler) nam de leiding en Aalt Toersen (Jamathi) lag op de tweede plaats, maar Nieto reed dankzij een indrukwekkende inhaalrace naar de kop. De beide Nederlanders konden hun achterstand tot de elfde ronde tot 8 seconden beperken, maar daarna liep Nieto nog verder weg en de Vries draaide in die ronde zijn motor stuk. Rudolf Kunz reed zijn privé Kreidler naar de derde plaats achter Toersen. 
3. Joegoslavië, Opatija
Ook in Opatija had Nieto weer een slechte start. Jos Schurgers (Van Veen-Kreidler) en Martin Mijwaart (Jamathi) waren het snelste weg terwijl Aalt Toersen (Jamathi) ook in het middenveld terechtkwam. Toersen had in de trainingen zijn motorfiets beschadigd en reed met een voorvork compleet met voorwiel en remmen die hem door de concurrerende Tomos fabriek ter beschikking gesteld waren. Nieto had maar drie ronden nodig om naar de leiding te rijden, en door steeds opnieuw zijn eigen ronderecord te breken nam hij een flinke voorsprong. Jan de Vries passeerde zijn teamgenoot Schurgers en Toersen passeerde zijn teamgenoot Mijwaart toen diens motor slecht begon te lopen, maar het euvel loste zichzelf op en Mijwaart kon weer aansluiten. Hij kwam uiteindelijk een halve seconde tekort. Nieto won voor een hele rij Nederlanders: de Vries, Schurgers, Toersen en Mijwaart. 
4. Nederland, Assen
In Assen hadden de Van Veen-Kreidlers een vernieuwde motor met oliepompsmering en nieuwe lagers, waarmee men hoopte eindelijk iets te kunnen doen aan de overmacht van Nieto en zijn Derbi. Aalt Toersen was in de kwalificatietraining liefst 3½ seconde sneller geweest dan Nieto, die op de tweede startplaats stond, vóór Jan de Vries. Toersen en Nieto kwamen echter slecht weg. Toersen wist al snel iedereen voor hem te passeren, maar remde zichzelf bij de Bedeldijk onderuit, waarbij zijn handremhendel afbrak. Hij kon nog wel verder rijden, maar zijn voorrem was onbruikbaar. Al snel werd een kopgroep gevormd door Nieto, de Vries en Salvador Cañellas (Derbi), die in deze volgorde over de finish kwamen. De Vries had gekozen voor zijn meest betrouwbare cilinder en niet voor de snelste, en bovendien had hij last van de opstekende wind, waardoor zijn gearing niet goed was. 
5. België, Spa-Francorchamps
Het circuit van Spa-Francorchamps was kletsnat tijdens de 50cc-race, maar dat was niet de reden dat Nieto er geklopt werd. De Jamathi van Aalt Toersen versloeg hem op pure snelheid. Voor zover bekend was de enige wijziging aan de Jamathi het laten vervallen van de thermostaat in het koelsysteem. Jos Schurgers werd met de Van Veen-Kreidler derde. Bij de start was Martin Mijwaart met de Jamathi als snelste weg, maar bij het ingaan van de tweede ronde nam Schurgers de leiding van hem over. Aalt Toersen was zich toen nog aan het herstellen van een slechte start en zat in de achtervolgende groep met Cañellas, Nieto en de Vries. De machine van Mijwaart kwam door het koude weer niet goed op temperatuur en hij viel langzaam terug. In de laatste ronde nam Toersen afstand van Nieto.
6. DDR, Sachsenring
De verbeteringen aan de Jamathi van Aalt Toersen wierpen ook in de DDR hun vruchten af. Na vier ronden had hij op de natte baan al een voorsprong van 12 seconden. Hij verbeterde zelfs het ronderecord. Nieto's carburateur was verkeerd afgesteld en hij moest moeite doen om in het spoor van Jos Schurgers en Martin Mijwaart te blijven. In de laatste ronde reed Schurgers zich 1 seconde los. Nieto wist Mijwaart op de streep te kloppen en werd derde, maar hij verloor kostbare WK-punten.
7. Tsjecho-Slowakije, Masaryk-Ring
In Tsjecho-Slowakije bleek dat de Jamathi van Aalt Toersen nu toch echt de snelste van het 50cc-veld was. Hij nam dan ook meteen de leiding, terwijl Nieto al na korte tijd moest afstappen door een gebroken stuur. Rudolf Kunz (Kreidler) nam de tweede plaats over en wist die ook tot aan de finish vast te houden. De derde plaats was voor Salvador Cañellas.
8. Ulster, Dundrod Circuit
Derbi had al aangekondigd in Ulster met een snellere versie van de 50cc-racer te komen. Dat moest ook wel, want Aalt Toersen had drie GP's op rij gewonnen en werd een bedreiging voor de wereldtitel van Ángel Nieto. Nieto en Cañellas waren inderdaad de snelsten in de training. De Jamathi van Toersen was juist wat langzamer dan in de eerdere races. Toersen was toch als eerste weg bij de start, maar werd al in de tweede ronde gepasseerd door Nieto. De tweede plaats was nu essentieel voor Aalt Toersen, maar hij moest daar een gevecht voor leveren met Cañellas. Die passeerde Toersen halverwege de laatste ronde en versloeg hem met 0,6 seconden. In de volgende twee GP's hoefde Nieto nog slechts één tweede plaats te behalen om wereldkampioen te worden.
9. Nations GP, Monza
De 50cc-wereldtitel werd in Monza al in de eerste ronde beslist. Er ontstond een valpartij waarbij Aalt Toersen, Jos Schurgers en Salvador Cañellas betrokken waren. Toersen en Schurgers moesten opgeven, maar Cañellas kon verder rijden om - met een gebroken sleutelbeen - achtste te worden. Jan de Vries had als snelste getraind, reed de snelste ronde in de race en won. Nieto was in een gevecht gewikkeld met Rudolf Kunz, tot de radiateurdop van de Derbi vloog en hij een plens heet water over zijn been en in zijn laars kreeg. Door de enorme pijn die dat veroorzaakte gleed hij van de baan. Kunz werd dus tweede en de derde plaats ging naar Ludwig Faßbender (Kreidler). Omdat Aalt Toersen was uitgevallen was de wereldtitel voor Ángel Nieto nu zeker. 
10. Spanje, Montjuïc
In Spanje ging Nieto zes ronden lang aan de leiding, maar toen zijn motor toeren verloor werd de kop overgenomen door Jan de Vries, gevolgd door Salvador Cañellas en Rudolf Kunz. De Vries bleef lang aan de leiding, maar vijf ronden voor het einde ontstond een lange strijd met Kunz en Cañellas. Vlak voor de finish wist Cañellas de leiding te pakken en hij won met de kleinste voorsprong van de dag (0,2 seconden) van Kunz. De Vries werd derde.

### Uitslagen 50 cc

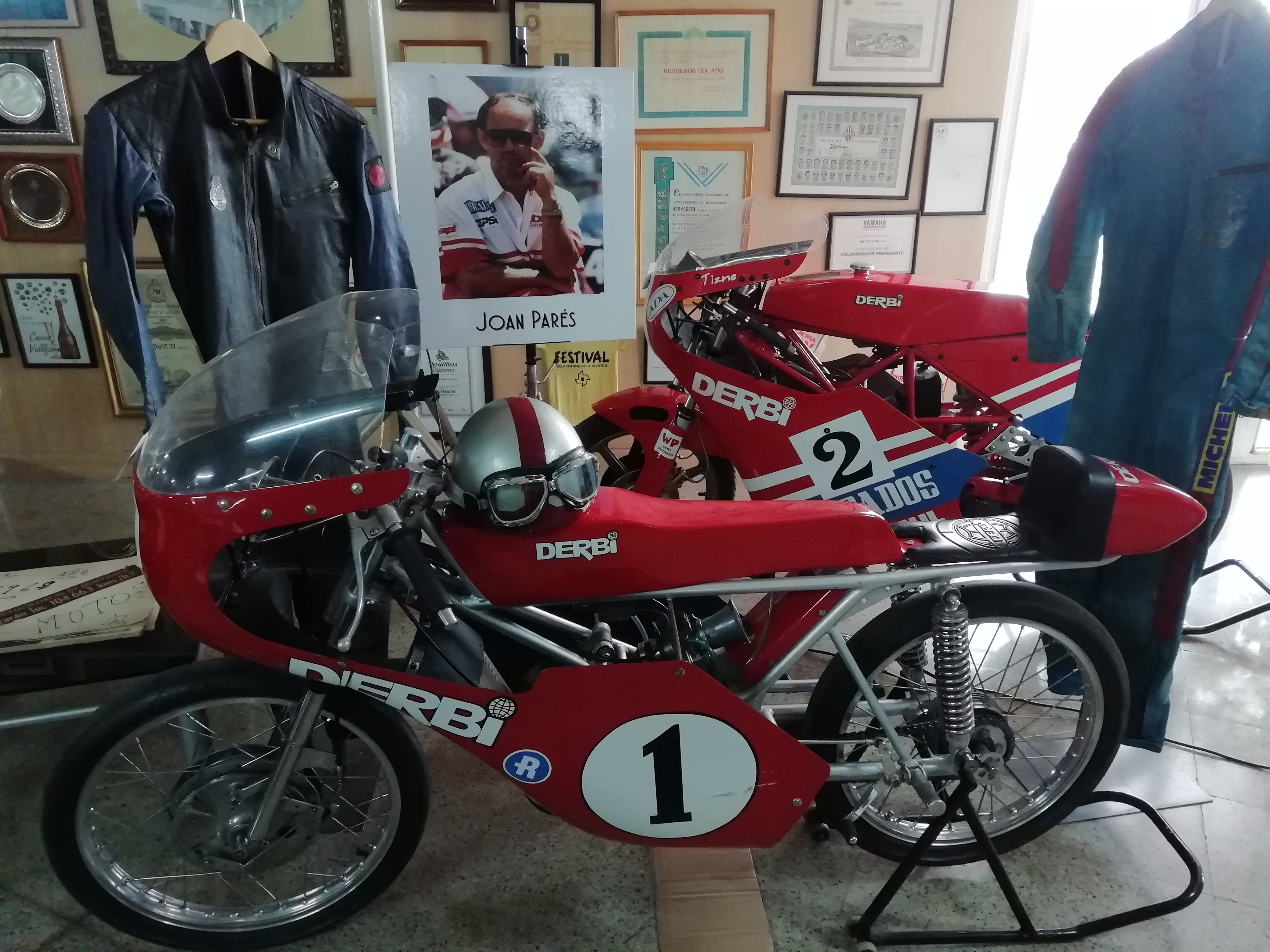
Derbi 50cc-racer

|    | Datum  | Race                      | Circuit                   | 1e                | 2e                | 3e                | Snelste ronde |
| -- | ------ | ------------------------- | ------------------------- | ----------------- | ----------------- | ----------------- | ------------- |
| 1  | 03.05. | GP van Duitsland          | Nürburgring- Nordschleife | Ángel Nieto       | Rudolf Kunz       | Gilberto Parlotti | Ángel Nieto   |
| 2  | 17.05. | GP van Frankrijk          | Le Mans                   | Ángel Nieto       | Aalt Toersen      | Rudolf Kunz       | Ángel Nieto   |
| 3  | 24.05. | GP van de Adriatische Zee | Opatija                   | Ángel Nieto       | Jan de Vries      | Jos Schurgers     | Ángel Nieto   |
| 4  | 27.06. | TT van Assen              | Assen                     | Ángel Nieto       | Jan de Vries      | Salvador Cañellas | Ángel Nieto   |
| 5  | 05.07. | GP van België             | Spa-Francorchamps         | Aalt Toersen      | Ángel Nieto       | Jos Schurgers     | Aalt Toersen  |
| 6  | 12.07. | GP van de DDR             | Sachsenring               | Aalt Toersen      | Jos Schurgers     | Ángel Nieto       | Aalt Toersen  |
| 7  | 19.07. | GP van Tsjecho-Slowakije  | Masaryk-Ring              | Aalt Toersen      | Rudolf Kunz       | Salvador Cañellas | Aalt Toersen  |
| 8  | 15.08. | Ulster Grand Prix         | Dundrod                   | Ángel Nieto       | Salvador Cañellas | Aalt Toersen      | Ángel Nieto   |
| 9  | 13.09. | GP des Nations            | Monza                     | Jan de Vries      | Rudolf Kunz       | Ludwig Faßbender  | Jan de Vries  |
| 10 | 27.09. | GP van Spanje             | Montjuïc                  | Salvador Cañellas | Rudolf Kunz       | Jan de Vries      | Rudolf Kunz   |

### Eindstand 50 cc
| Pos. | Coureur           | Motorfiets        | Ptn.     |
| ---- | ----------------- | ----------------- | -------- |
| 1    | Ángel Nieto       | Derbi             | 87 (105) |
| 2    | Aalt Toersen      | Jamathi           | 75 (84)  |
| 3    | Rudolf Kunz       | Kreidler          | 66 (88)  |
| 4    | Salvador Cañellas | Derbi             | 63 (74)  |
| 5    | Jan de Vries      | Van Veen-Kreidler | 60 (66)  |
| 6    | Jos Schurgers     | Van Veen-Kreidler | 41       |
| 7    | Martin Mijwaart   | Jamathi           | 40 (45)  |
| 8    | Ludwig Faßbender  | Kreidler          | 17       |
| 9    | Gilberto Parlotti | Tomos             | 15       |
| 10   | Harald Bartol     | Kreidler          | 11       |
| 11   | Juan Bordons      | Derbi             | 10       |
| 12   | Eugenio Lazzarini | Morbidelli        | 9        |
| 13   | Luigi Rinaudo     | Tomos             | 9        |
| 14   | Bruno Cretti      | Malanca           | 8        |
| 15   | André Millard     | Kreidler          | 8        |
| 16   | Cees van Dongen   | Kreidler          | 7        |
| 17   | Michal Stripacuk  | Jamathi           | 6        |
| 18   | Otello Buscherini | Honda             | 5        |
|      | Ulrich Graf       | Kreidler          | 5        |

| Pos. | Coureur                 | Motorfiets | Ptn. |
| ---- | ----------------------- | ---------- | ---- |
| 25   | Manfred Bernsee         | Maico      | 4    |
|      | Teunis Ramaker          | Kreidler   | 4    |
|      | Chris Geary             | Honda      | 4    |
|      | Gerhard Thurow          | Kreidler   | 4    |
|      | Federico van der Hoeven | Kreidler   | 4    |
| 25   | Ryszard Mankiewicz      | Kreidler   | 4    |
| 26   | Rob Bron                | Kreidler   | 3    |
|      | Lasse Johansson         | Maico      | 3    |
|      | Chris Walpole           | Honda      | 3    |
| 29   | Franco Ringhini         | Morbidelli | 3    |
| 30   | Ton Daleman             | Kreidler   | 2    |
|      | Hans Kroismayr          | Kreidler   | 2    |
|      | Ray Simpson             | Honda      | 2    |
| 33   | Jan Bruins              | Kreidler   | 1    |
|      | Gernot Weser            | Kreidler   | 1    |
|      | Denis Clancy            | Yamaha     | 1    |
|      | Michele Cannizzaro      | Guazzoni   | 1    |
|      | Gottlob Schweikardt     | Kreidler   | 1    |

### Constructeurstitel 50 cc
| Pos. | Constructeur | Ptn.     |
| ---- | ------------ | -------- |
| 1    | Derbi        | 90 (125) |
| 2    | Jamathi      | 75 (89)  |
| 3    | Kreidler     | 75 (115) |
| 4    | Tomos        | 24       |
| 5    | Morbidelli   | 12       |
| 6    | Honda        | 9        |
| 7    | Malanca      | 8        |
| 8    | Maico        | 7        |
| 9    | Yamaha       | 1        |
|      | Guazzoni     | 1        |

(Punten tussen haakjes zijn inclusief streepresultaten)

## Zijspanklasse
De URS viercilinder die Helmut Fath had ontwikkeld was verkocht aan Friedl Münch, die Horst Owesle de kans gaf de machine in het WK te rijden. Fath zelf trok zich terug (hij reed alleen in Duitsland, samen met Josef Huber), waardoor zijn zwager en bakkenist Wolfgang Kalauch in het zijspan van Klaus Enders kon stappen. Diens bakkenist Ralf Engelhardt kon niet leven van het racen en was aan een andere carrière toe. Halverwege het seizoen, toen Kalauch geblesseerd was, kwam Engelhardt alsnog terug om het seizoen met Enders af te maken. Siegfried Schauzu reed nog steeds met een speciale BMW met  door Ludwig Apfelbeck ontwikkelde vierklepskoppen en dubbele bovenliggende nokkenassen. De zijspanklasse was de enige die pas in de laatste race beslist zou worden. 
1. Duitsland, Nordschleife
Enders/Kalauch (BMW) waren de snelsten in Duitsland, maar vielen na vier ronden uit. Ook Fath/Huber (Fath) moesten de strijd staken, net als Siegfried Schauzu/Horst Schneider (Apfelbeck-BMW). Georg Auerbacher/Hermann Hahn (BMW) wonnen, Heinz Luthringshauser/Hans-Jürgen Cusnik (BMW) werden tweede en Richard Wegener/Adi Heinrichs (BMW) werden derde. 
2. Frankrijk, Le Mans
In Frankrijk joegen Horst Owesle/Julius Kremer met hun Münch-URS hard achter Enders/Kalauch aan. Zó hard, dat het ronderecord een aantal malen verbeterd werd. Na acht ronden gaf de Münch-URS echter de geest. Op de tweede plaats eindigden Georg Auerbacher/Hermann Hahn en op de derde plaats Siegfried Schauzu/Horst Schneider.
3. Isle of Man Sidecar TT, Snaefell Mountain Course
De combinatie Klaus Enders/Wolfgang Kalauch ging in de Sidecar TT van start tot finish aan de leiding. Siegfried Schauzu/Horst Schneider reden niet met hun gebruikelijke achtkleps-BMW maar met een normaal BMW-RS blok. Ze werden desondanks tweede. Georg Auerbacher/Hermann Hahn hadden nog even de tweede plaats bezet, maar vielen door een slippende koppeling terug naar de derde plaats. Heinz Luthringshauser/Hans-Jürgen Cusnik werden derde. De eerste vier reden allemaal met BMW's, maar op de vijfde plaats eindigde debutant Horst Owesle met bakkenist Julius Kremer met de viercilinder Münch-URS die ooit door Helmut Fath was ontwikkeld. 
4. Nederland, Assen
De start van de zijspanklasse in Assen verliep tamelijk spectaculair: De Britten Pip Harris/Ray Lindsay duwden hun BMW als eerste aan en waren snel weg. Na de eerste ronde hadden Horst Owesle/Julius Kremer met hun Münch-URS de leiding, terwijl ze slechts de 10e trainingstijd hadden gereden. De favorieten Enders/Kalauch reden al meteen de pit in met motorproblemen, die niet opgeslost konden worden. Na vier ronden was de leiding overgenomen door het duo Auerbacher/Hahn en lagen Owesle/Kremer tweede. In de achtste ronde maakte Auerbacher waarschijnlijk een fout, want Owesle kwam als leider door met ruim 5 seconden voorsprong. Intussen rukte Siegfried Schauzu, dit keer met Peter Rutterford als bakkenist, op naar de derde plaats. Auerbacher kwam maar langzaam dichter bij Owesle, waarbij de Münch-URS duidelijk wat sneller was, maar het bochtenwerk van Auerbacher was beter. Pas in de laatste ronde, tussen de Stekkenwal en de Ramshoek, wist Auerbacher de eerste plaats te veroveren. Owesle/Kremer werden tweede en Schauzu/Rutterford derde.
5. België, Spa-Francorchamps
In Spa-Francorchamps was het nat en vooral in de zijspanklasse zorgde dat voor spektakel. De snelheid van de koplopers ging er echter al snel uit: Enders/Kalauch en Auerbacher/Hahn vielen uit en de Münch-URS van Owesle/Kremer ging steeds langzamer rijden. De strijd erachter was heel spannend, maar Arsenius Butscher/Josef Huber wonnen hun eerste Grand Prix voor Jean-Claude- en Albert Castella en Pip Harris/Ray Lindsay (allemaal op BMW's).
6. Tsjecho-Slowakije, Masaryk-Ring
In Tsjecho-Slowakije raakte Wolfgang Kalauch in de natte training gewond toen de zijspancombinatie slipte en hij tegen een trottoirband vloog. Klaus Enders had geluk dat zijn voormalige bakkenist Ralf Engelhardt als toeschouwer aanwezig was en die nam de plaats van Kalauch in. Enders/Engelhardt leidden van start tot finish. Er was wel een flinke strijd om de tweede plaats, die uiteindelijk gewonnen werd door Auerbacher/Hahn, terwijl Butscher/Huber derde werden. 
7. Finland, Imatra
In Finland wonnen Enders/Engelhardt opnieuw, terwijl Schauzu/Rutterford tweede werden met een ruime voorsprong op Butscher/Huber. Butscher had daarvoor wel enkele malen Georg Auerbacher van zijn lijn af gedwongen in zijn pogingen Auerbacher te passeren. Auerbacher moest van zijn lijn af om een ongeluk te voorkomen. Auerbacher behield vooralsnog de leiding in het wereldkampioenschap met 62 punten, maar Enders was nu tot 60 punten genaderd. 
8. Ulster, Dundrod Circuit
De zijspannen reden hun laatste race op het Dundrod Circuit en dit was dus de enige klasse die tot het einde van het seizoen spannend zou blijven. Men verwachtte een spannende race tussen Auerbacher en Enders, maar die zou er niet komen. Auerbacher startte erg slecht en kwam tussen de langzamere rijders terecht. Tijdens zijn inhaalrace botste hij bij Deer's Leap bij een snelheid van 160 km/h tegen de Triumph van Mick Potter en N. Panter. Beide bemanningen moesten naar het ziekenhuis worden afgevoerd, maar niemand was ernstig gewond. De kans op de wereldtitel was voor Auerbacher echter verkeken. Enders/Engelhardt namen de koppositie over van Schauzu/Rutterford en liepen langzaam uit. Toen begon het te regenen, maar dat had geen grote invloed op de race. Jean-Claude- en Albert Castella pakten de derde plaats en Klaus Enders/Wolfgang Kalauch/Ralf Engelhardt werden wereldkampioen. Nog steeds werden de eerste zes plaatsen in het wereldkampioenschap bezet door BMW's. 

### Uitslagen zijspanklasse
|   | Datum      | Race                     | Circuit                   | 1e                              | 2e                                         | 3e                                         | Snelste ronde                   |
| - | ---------- | ------------------------ | ------------------------- | ------------------------------- | ------------------------------------------ | ------------------------------------------ | ------------------------------- |
| 1 | 03.05.     | GP van Duitsland         | Nürburgring- Nordschleife | Georg Auerbacher / Hermann Hahn | Heinz Luthringshauser / Hans-Jürgen Cusnik | Richard Wegener / Adi Heinrichs            | Klaus Enders / Wolfgang Kalauch |
| 2 | 17.05.     | GP van Frankrijk         | Le Mans                   | Klaus Enders / Wolfgang Kalauch | Georg Auerbacher / Hermann Hahn            | Siegfried Schauzu / Horst Schneider        | Klaus Enders / Wolfgang Kalauch |
| 3 | 08.–12.06. | Isle of Man TT           | Mountain Course           | Klaus Enders / Wolfgang Kalauch | Siegfried Schauzu / Horst Schneider        | Heinz Luthringshauser / Hans-Jürgen Cusnik | Klaus Enders / Wolfgang Kalauch |
| 4 | 27.06.     | TT van Assen             | Assen                     | Georg Auerbacher / Hermann Hahn | Horst Owesle / Julius Kremer               | Siegfried Schauzu / Peter Rutterford       | Georg Auerbacher / Hermann Hahn |
| 5 | 05.07.     | GP van België            | Spa-Francorchamps         | Arsenius Butscher / Josef Huber | Jean-Claude Castella / Albert Castella     | Pip Harris / Ray Lindsay                   | Klaus Enders / Wolfgang Kalauch |
| 6 | 19.07.     | GP van Tsjecho-Slowakije | Masaryk-Ring              | Klaus Enders / Ralf Engelhardt  | Georg Auerbacher / Hermann Hahn            | Arsenius Butscher / Josef Huber            | Klaus Enders / Ralf Engelhardt  |
| 7 | 02.08.     | GP van Finland           | Imatra                    | Klaus Enders / Ralf Engelhardt  | Siegfried Schauzu / Peter Rutterford       | Arsenius Butscher / Josef Huber            | Klaus Enders / Ralf Engelhardt  |
| 8 | 15.08.     | Ulster Grand Prix        | Dundrod                   | Klaus Enders / Ralf Engelhardt  | Siegfried Schauzu / Peter Rutterford       | Jean-Claude Castella / Albert Castella     | Klaus Enders / Ralf Engelhardt  |

### Eindstand zijspanklasse
| Pos. | Coureur               | Bakkenist                                            | Motorfiets    | Ptn.    |
| ---- | --------------------- | ---------------------------------------------------- | ------------- | ------- |
| 1    | Klaus Enders          | Wolfgang Kalauch en Ralf Engelhardt                  | BMW           | 62 (67) |
| 2    | Georg Auerbacher      | Hermann Hahn                                         | BMW           | 62      |
| 3    | Siegfried Schauzu     | Horst Schneider en Peter Rutterford                  | Apfelbeck-BMW | 56 (66) |
| 4    | Arsenius Butscher     | Josef Huber, Karl Lauterbach en Werner Metzger       | BMW           | 51 (55) |
| 5    | Jean-Claude Castella  | Albert Castella                                      | BMW           | 42 (53) |
| 6    | Heinz Luthringshauser | Hans-Jürgen Cusnik, Klaas de Geus en Armgard Neumann | BMW           | 35      |
| 7    | Horst Owesle          | Julius Kremer                                        | Münch-URS     | 34      |
| 8    | Richard Wegener       | Adi Heinrichs                                        | BMW           | 22      |
| 9    | Tony Wakefield        | John Flaxman                                         | BMW           | 16      |
| 10   | Graham Milton         | John Thornton                                        | BMW           | 12      |
| 11   | Egon Schons           | Karl Lauterbach                                      | BMW           | 11      |
| 12   | Pip Harris            | Ray Lindsay                                          | BMW           | 10      |
| 13   | Mick Boddice          | Clive Pollington                                     | BSA           | 10      |
| 14   | Siegfried Maier       | Siegfried Brauning                                   | BMW           | 6       |
|      | Helmut Lünemann       | Michael Stöckel                                      | BMW           | 6       |
| 16   | Gerhard Müller        | Willy Buchecker                                      | BMW           | 6       |
| 17   | Jeff Gawley           | Graham Alcock                                        | BSA           | 5       |
| 18   | Hermann Binding       | Helmut Fleck en Heinrich Kuchler                     | BMW           | 5       |
| 19   | Joseph Duhem          | Pierre Longet                                        | BMW           | 4       |
|      | Fred Cornbill         | Gordon Tinkler                                       | Triumph       | 4       |
| 21   | Colin Hornby          | Mike Griffiths                                       | BMW           | 3       |
|      | Charlie Freeman       | Eddie Fletcher                                       | Norton        | 3       |
|      | Chris Vincent         | Brian Haddrell                                       | BSA           | 3       |
|      | Joe Coxon             | S. Nolan                                             | BSA           | 3       |
| 25   | Gustav Pape           | Franz Kallenberg                                     | BMW           | 3       |
| 26   | Willy Emrich          | Rolf Emrich                                          | BMW           | 2       |
|      | Bill Currie           | Frank Kay                                            | GSM           | 2       |
|      | Ruben Bjarnemark      | Marianne Kjellmodin-Hansen                           | BMW           | 2       |
|      | Dick Hawes            | John Mann                                            | Seeley        | 2       |
| 30   | Mick Horspole         | John McPherson                                       | Triumph       | 1       |
|      | Herman Oosterloo      | Karel Hermans                                        | BMW           | 1       |
|      | Bob Kewley            | A. Hardy                                             | BSA           | 1       |

(Punten tussen haakjes zijn inclusief streepresultaten)

### Constructeurstitel zijspanklasse
| Pos. | Constructeur | Ptn.     |
| ---- | ------------ | -------- |
| 1    | BMW          | 75 (120) |
| 2    | Münch-URS    | 34       |
| 3    | BSA          | 13       |
| 4    | Triumph      | 5        |
| 5    | Norton       | 4        |
| 6    | GSM          | 2        |
|      | Seeley       | 2        |

(Punten tussen haakjes zijn inclusief streepresultaten)